# Autobus a due piani

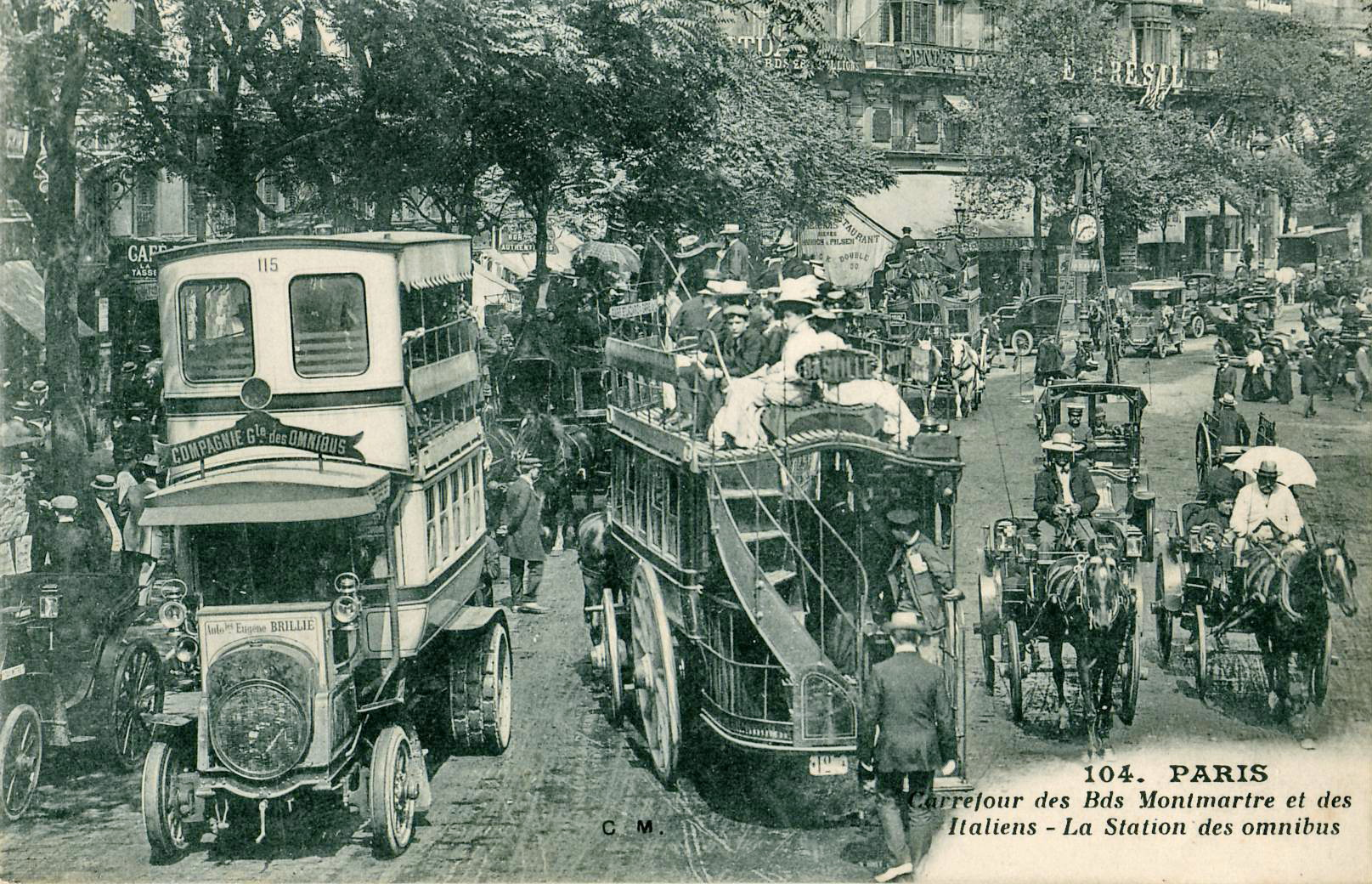
Un'immagine dei primi omnibus parigini a due piani a inizio Novecento

L'autobus a due piani o semplicemente bipiano (in inglese: double-decker bus) è una tipologia di veicolo a motore il cui abitacolo è configurato per ospitare i passeggeri su due livelli sovrapposti.

## Storia

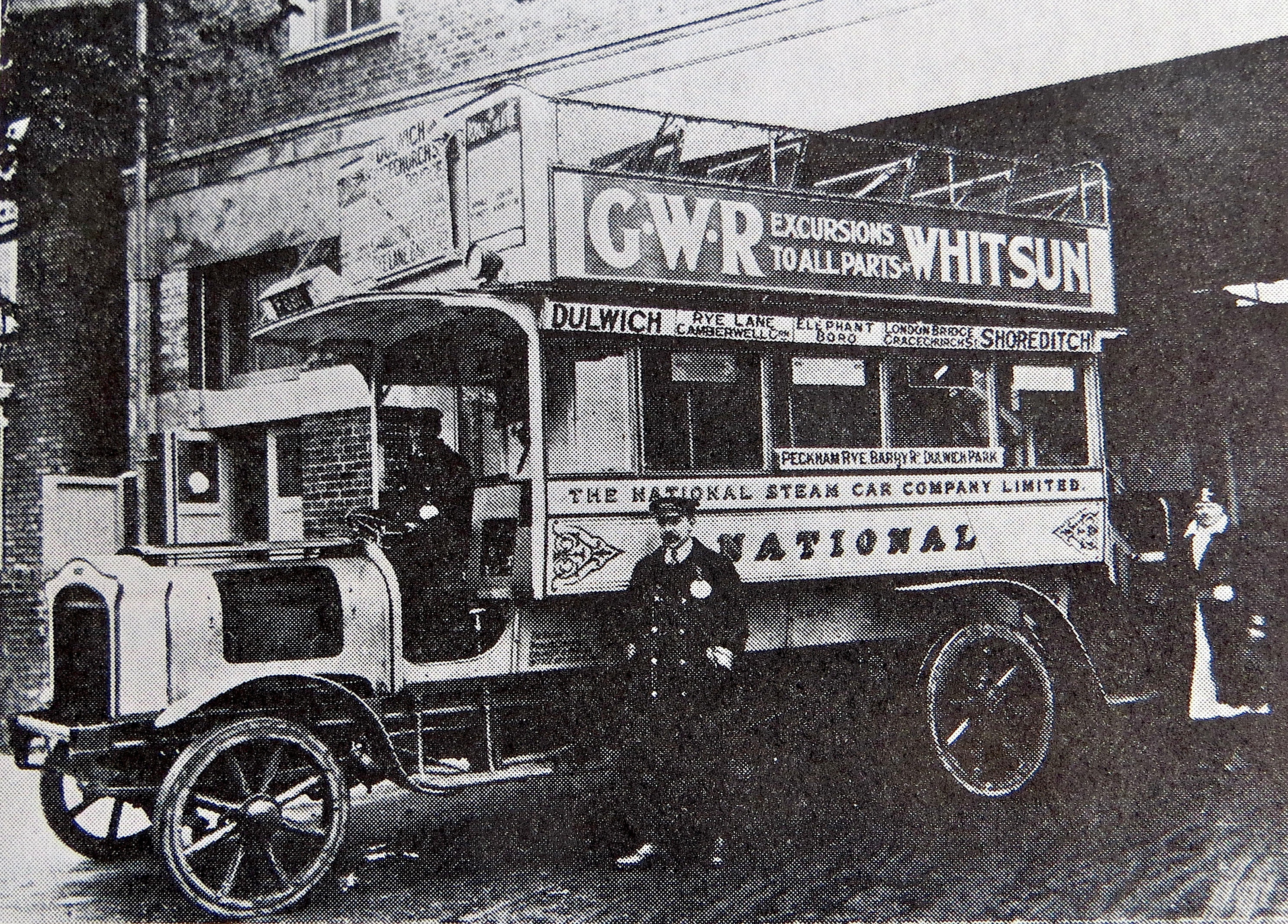
Uno dei primi autobus urbani a due piani con motore a vapore in funzione a Londra nel 1908 su una linea che collegava Dulwich a Shoreditch

Nella prima metà dell'Ottocento le maggiori capitali europee in costante espansione necessitavano di un servizio di trasporto urbano organizzato e capillare. 
Già gli omnibus in circolazione a Parigi, Londra e Berlino, che originariamente erano a trazione animale, vennero realizzati anche con abitacoli a due piani e il primo servizio di trasporto pubblico urbano al mondo fu inaugurato proprio con questo tipo di mezzo a Londra nel 1829, la cui tipica realizzazione della struttura a due piani era suggerita dalla necessità di ospitare il maggior numero possibile di passeggeri su ciascun mezzo limitandone il numero in circolazione, a beneficio del traffico cittadino.
A inizio Novecento da questo mezzo derivò il primo autobus motorizzato che comparve a Londra, dapprima equipaggiato di motore a vapore, che in seguito venne sostituito dal modello X-type, dotato di motore a benzina.

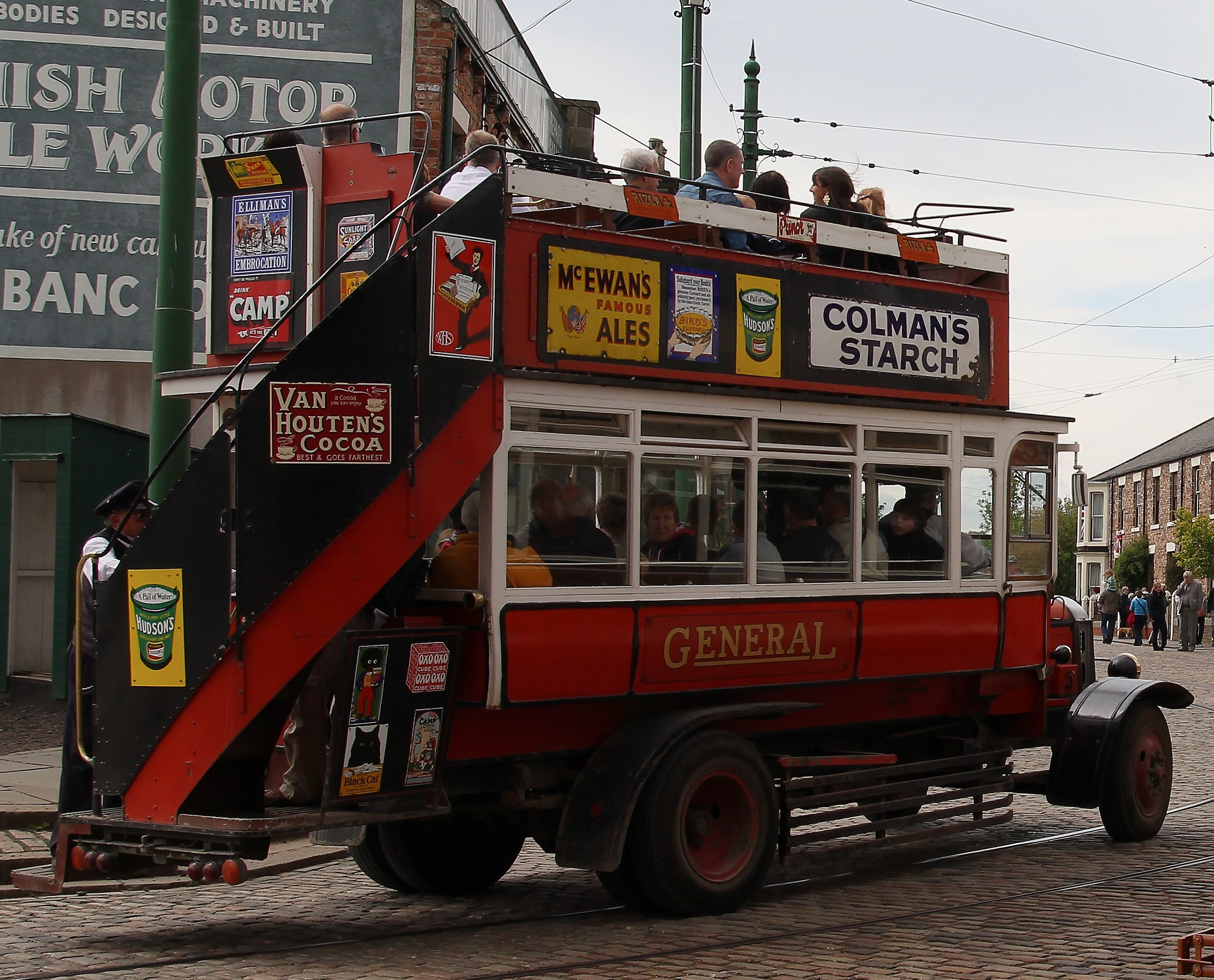
Un modello B-type del 1911 restaurato nel 2011 in occasione del suo centenario

Tuttavia la prima vera flotta di autobus a due piani entrò in servizio a Londra nel 1911 con il modello successivo denominato  B-type e nel 1913 gli esemplari circolanti nella capitale britannica erano già diventati 2.500. Esso era caratterizzato da un abitacolo e un posto guida chiusi, con piattaforma e scala aperte sul retro; il piano superiore era anch'esso aperto e soggetto agli elementi.
L'evoluzione successiva di questo primo modello portò alla realizzazione del celebre e diffusissimo Routemaster, che nel contesto britannico divenne un vero emblema.
I cosiddetti double-decker londinesi sono diventati effettivamente l'esempio più rappresentativo, tuttavia, oltre all'utilizzo nell'ambito prettamente urbano, questa tipologia di mezzo con il tempo si è diffusa in tutto il mondo e si è evoluta in differenti versioni. 
Un erede diretto dei tipici double-decker londinesi sono gli autobus turistici con il piano superiore scoperto, ormai diffusi nelle principali città del mondo e che percorrono appositi itinerari di visita alla scoperta dei principali monumenti e luoghi di interesse.

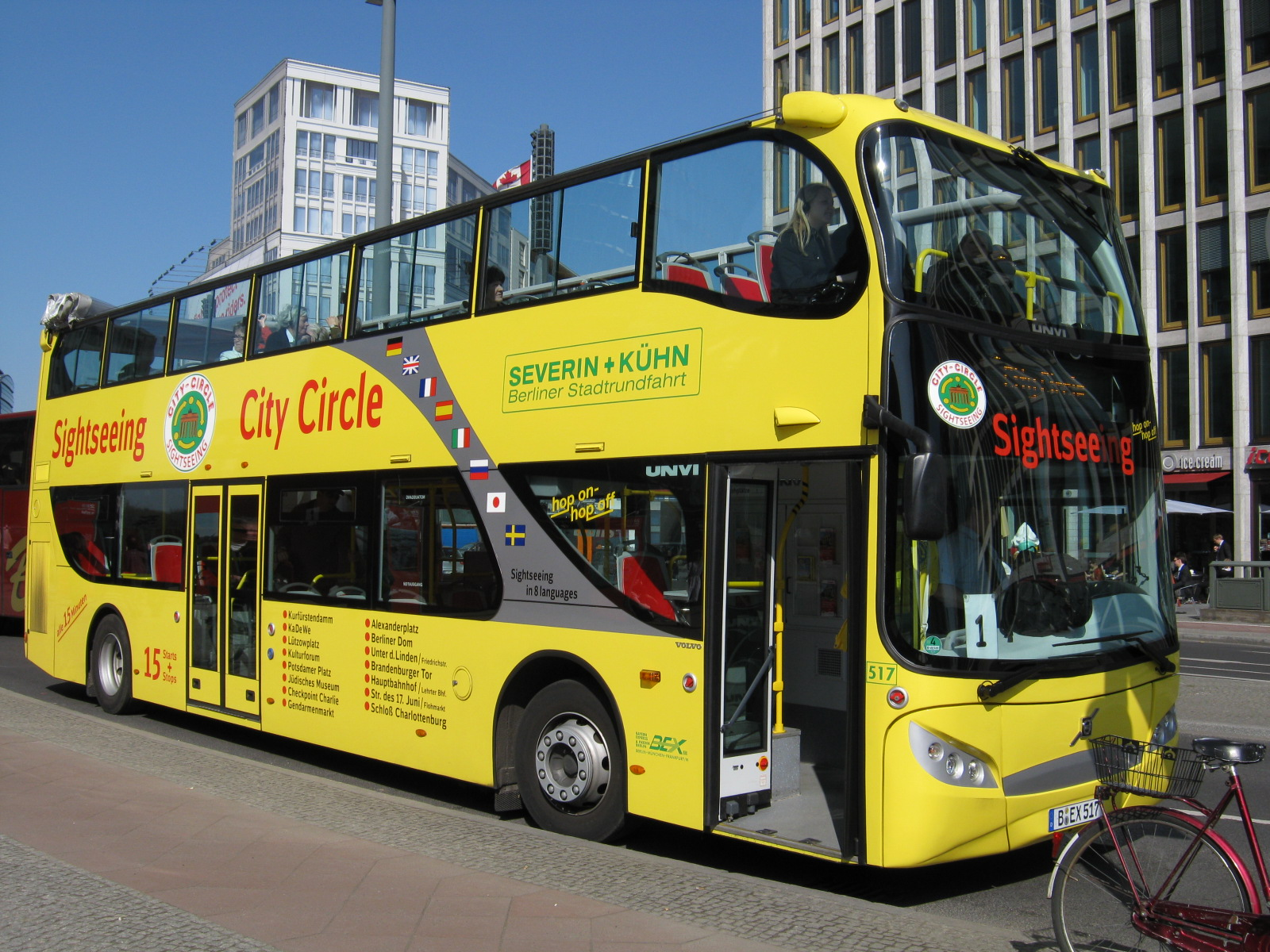
Un esempio di autobus a due piani a esclusivo uso turistico a Berlino
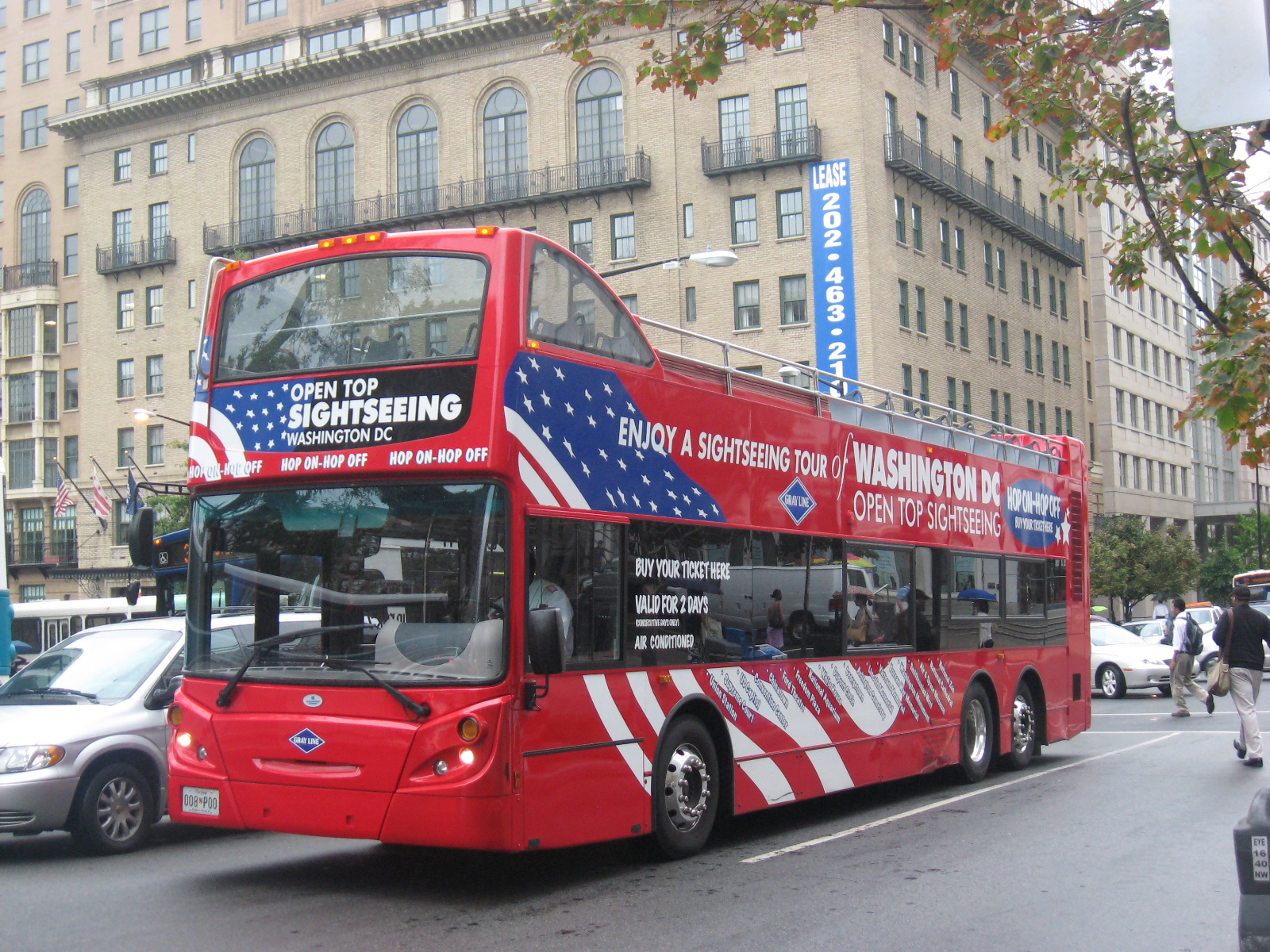
Un esempio di autobus a due piani a esclusivo uso turistico a Washington
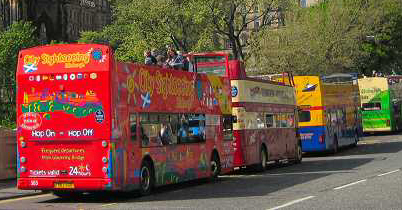
Altri esempi di autobus turistici a due piani

Dagli anni cinquanta in poi, un'ulteriore evoluzione degli autobus urbani a due piani ha portato allo sviluppo degli analoghi pullman granturismo per i lunghi viaggi prodotti dalle maggiori aziende del settore come Neoplan, MAN, Scania, Setra, Volvo e Mercedes-Benz.

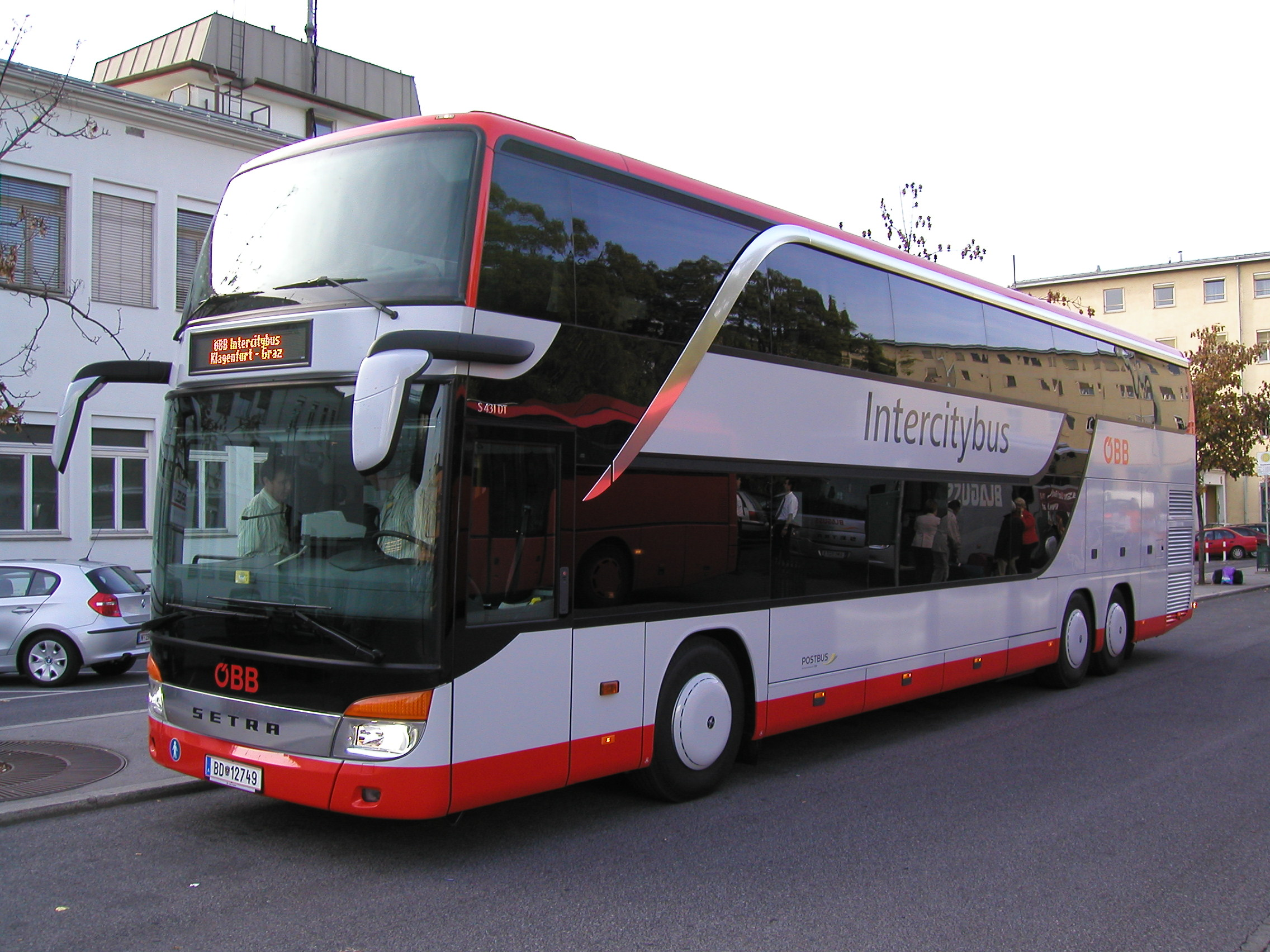
Un modello pullman granturismo a due piani prodotto dalla Setra e impiegato per una linea extraurbana austriaca che collega Graz a Klagenfurt
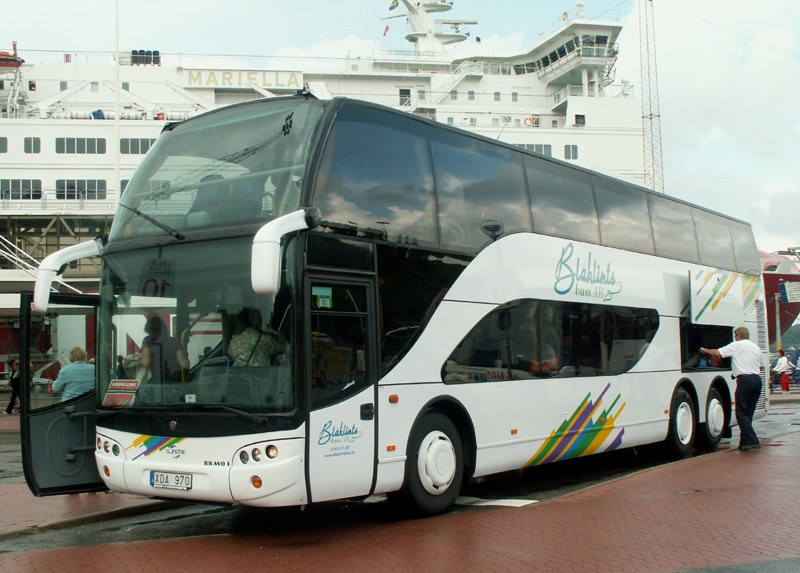
Un analogo modello di pullman granturismo a due piani prodotto dalla Scania
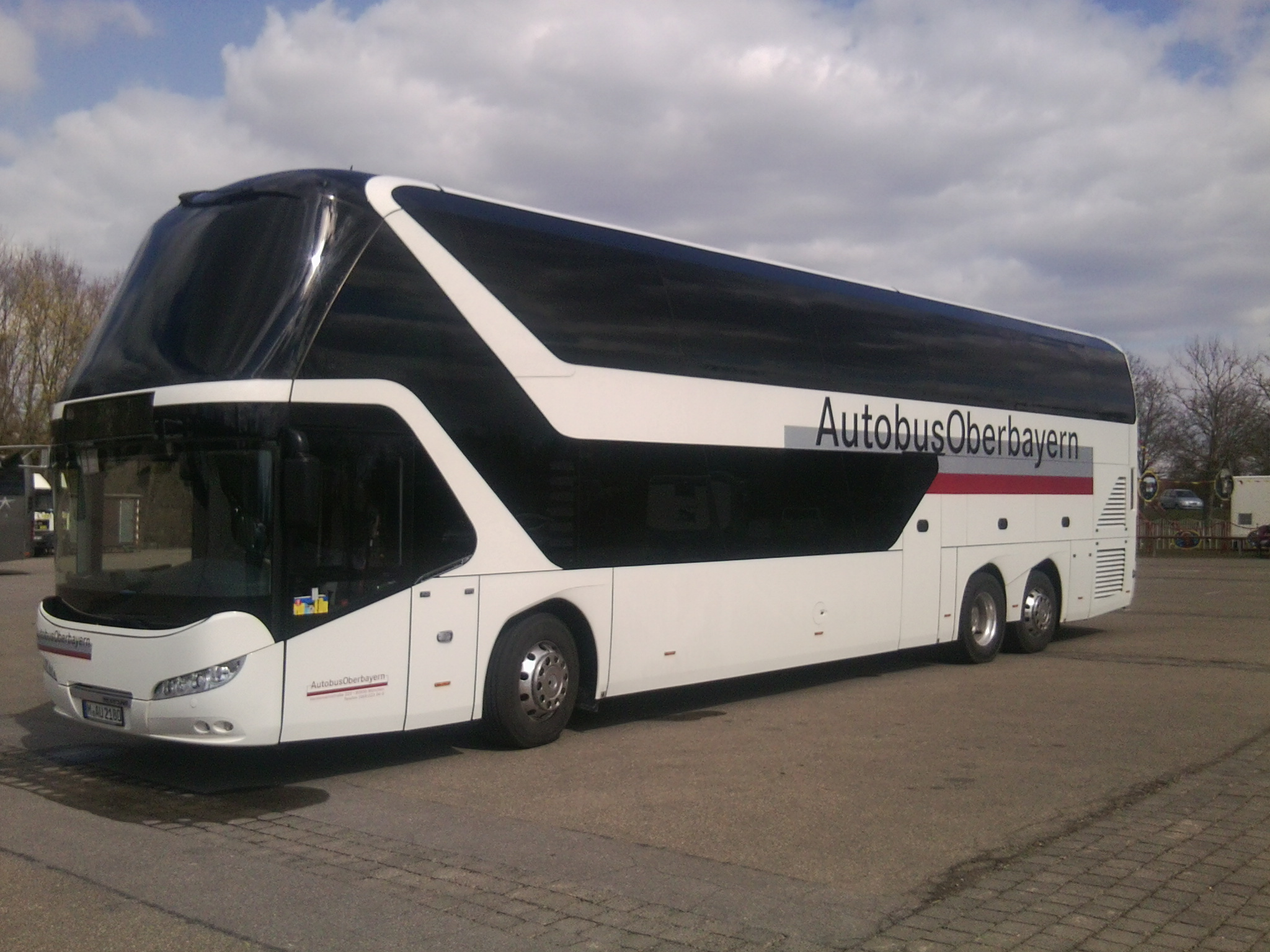
Uno dei più recenti modelli di pullman granturismo a due piani prodotto dalla Neoplan

## Diffusione e utilizzo in ambito urbano

### Autobus urbani a due piani a Londra

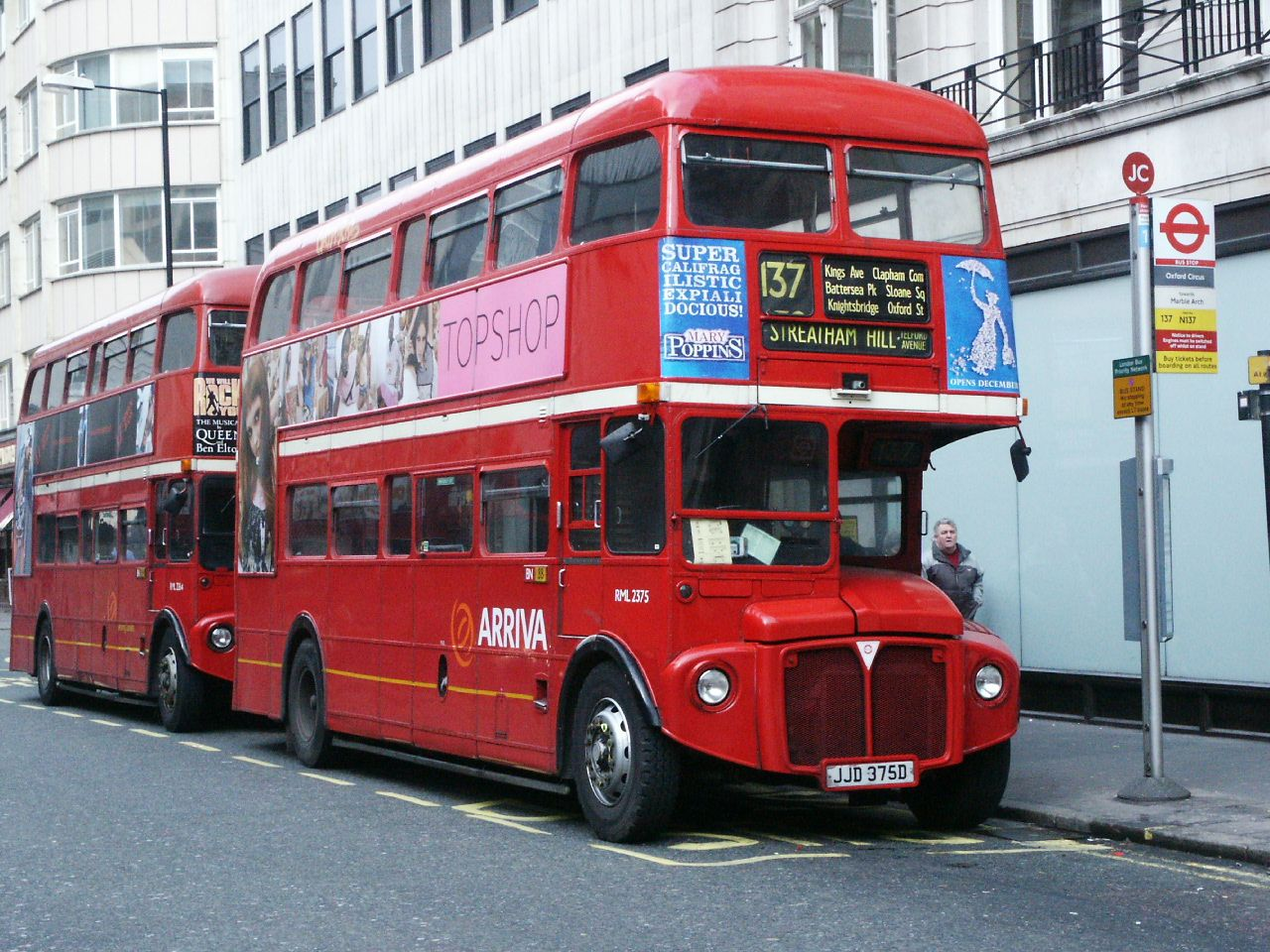
Due vecchi modelli AEC Routemaster RML 2375 ancora in regolare servizio a Londra nel 2004
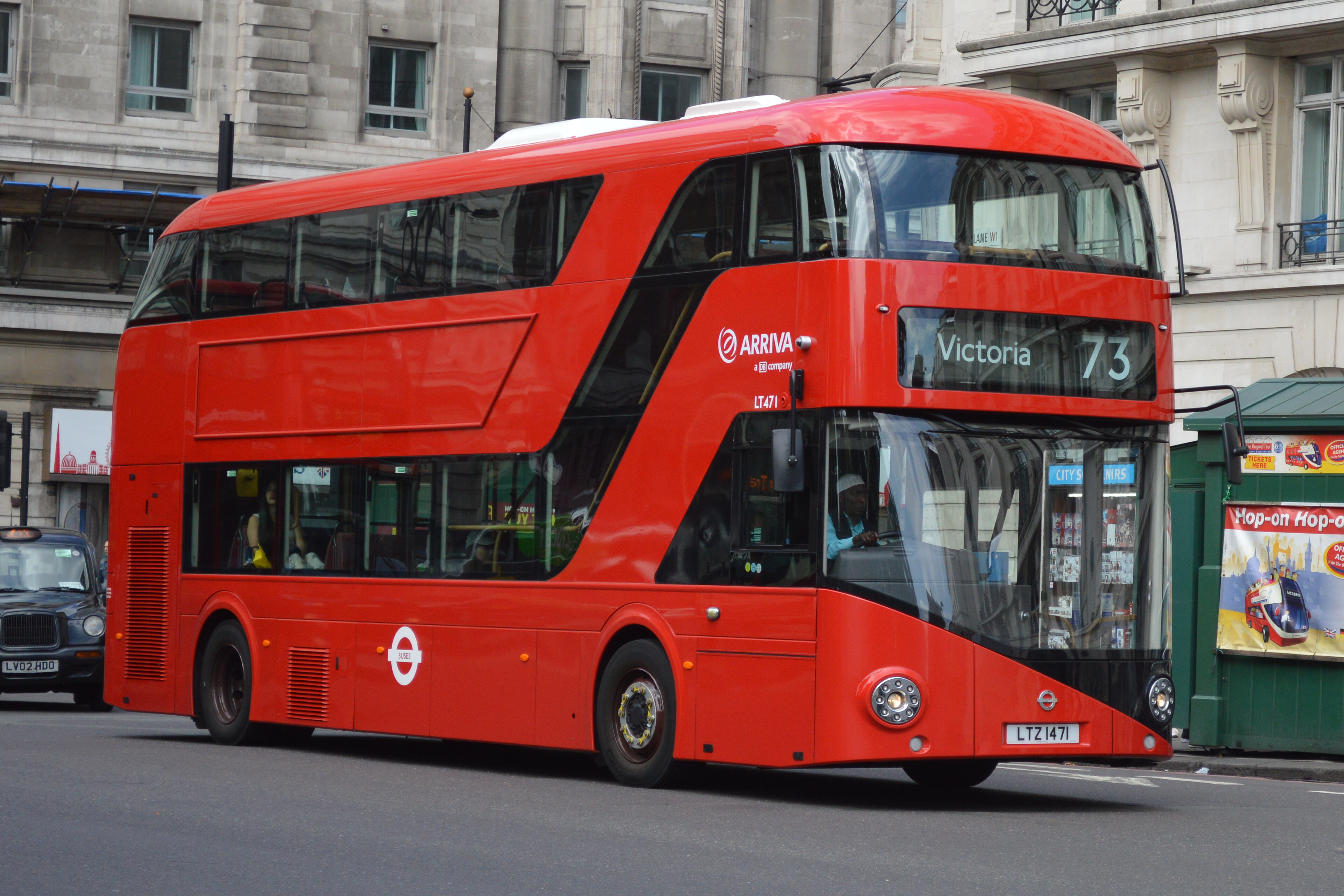
Un modello Wright New Routemaster della TFL di Londra entrato in servizio nel 2010
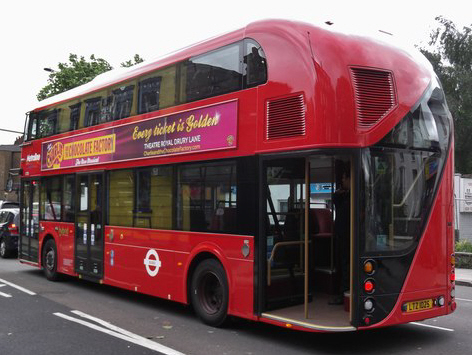
Il caratteristico retro arrotondato del New Routemaster con il profilo obliquo vetrato che evidenzia la rampa di scale posteriore
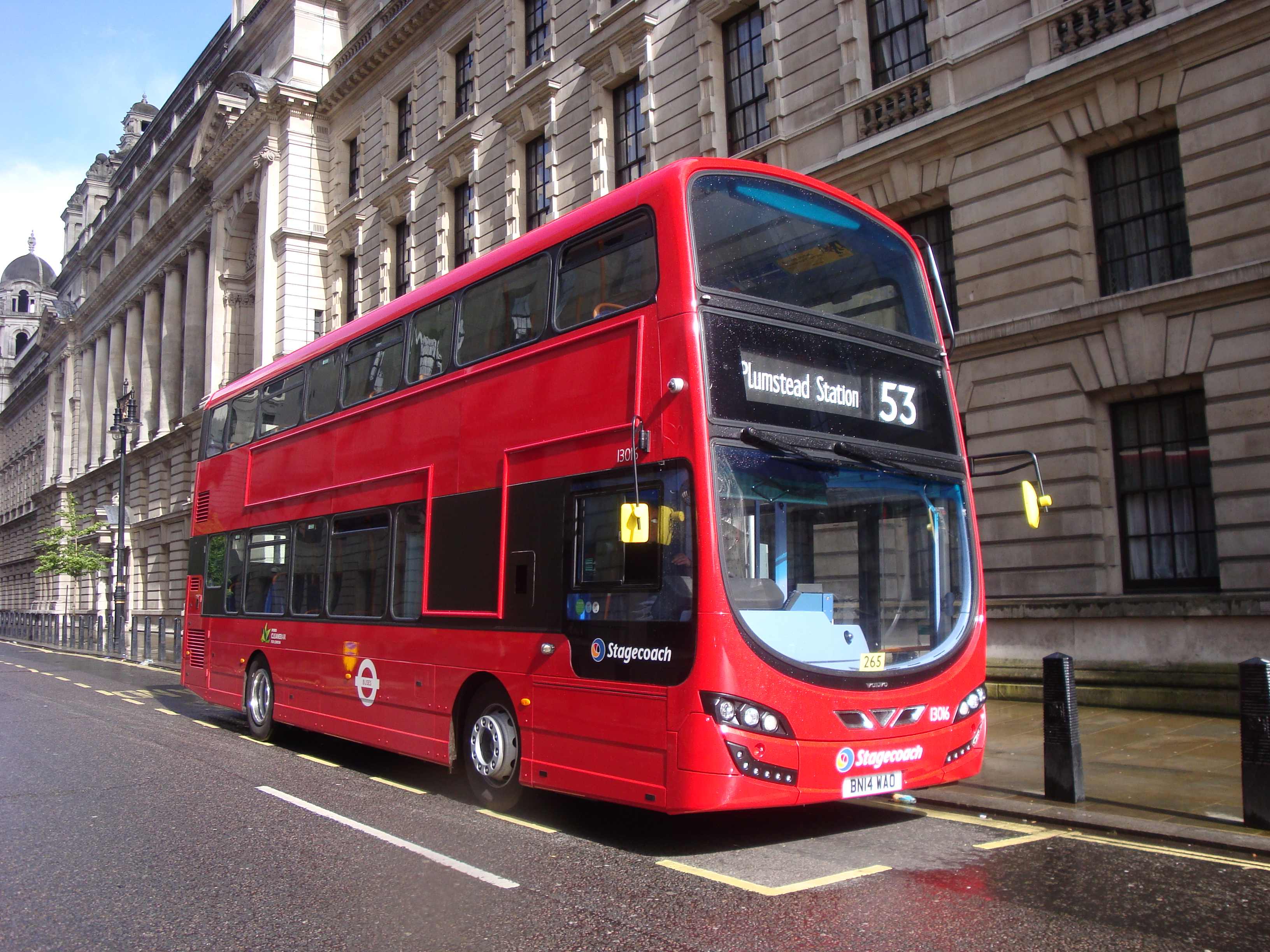
Un modello Wright Eclipse in servizio a Londra
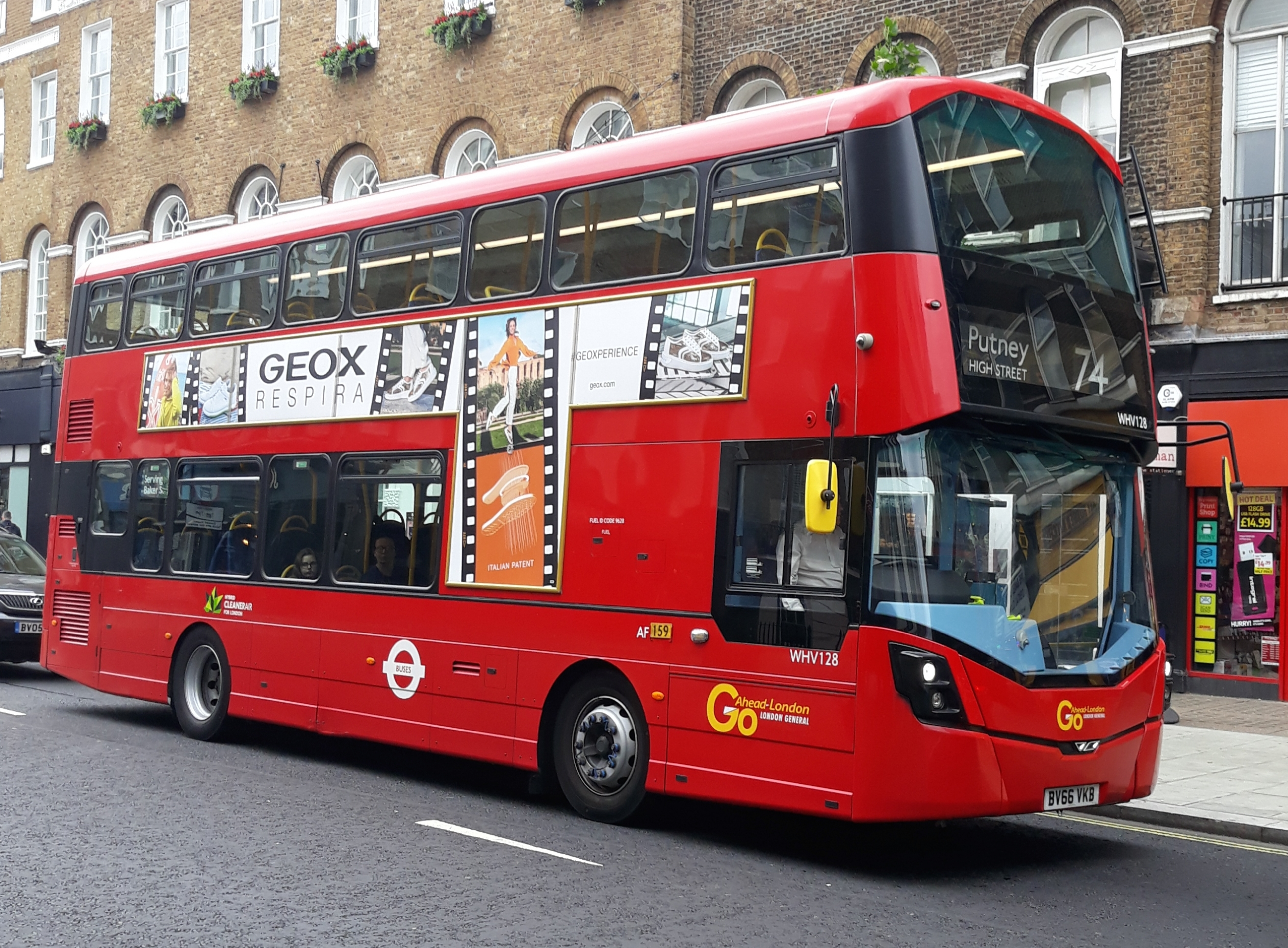
Un modello Wright Gemini in servizio a Londra
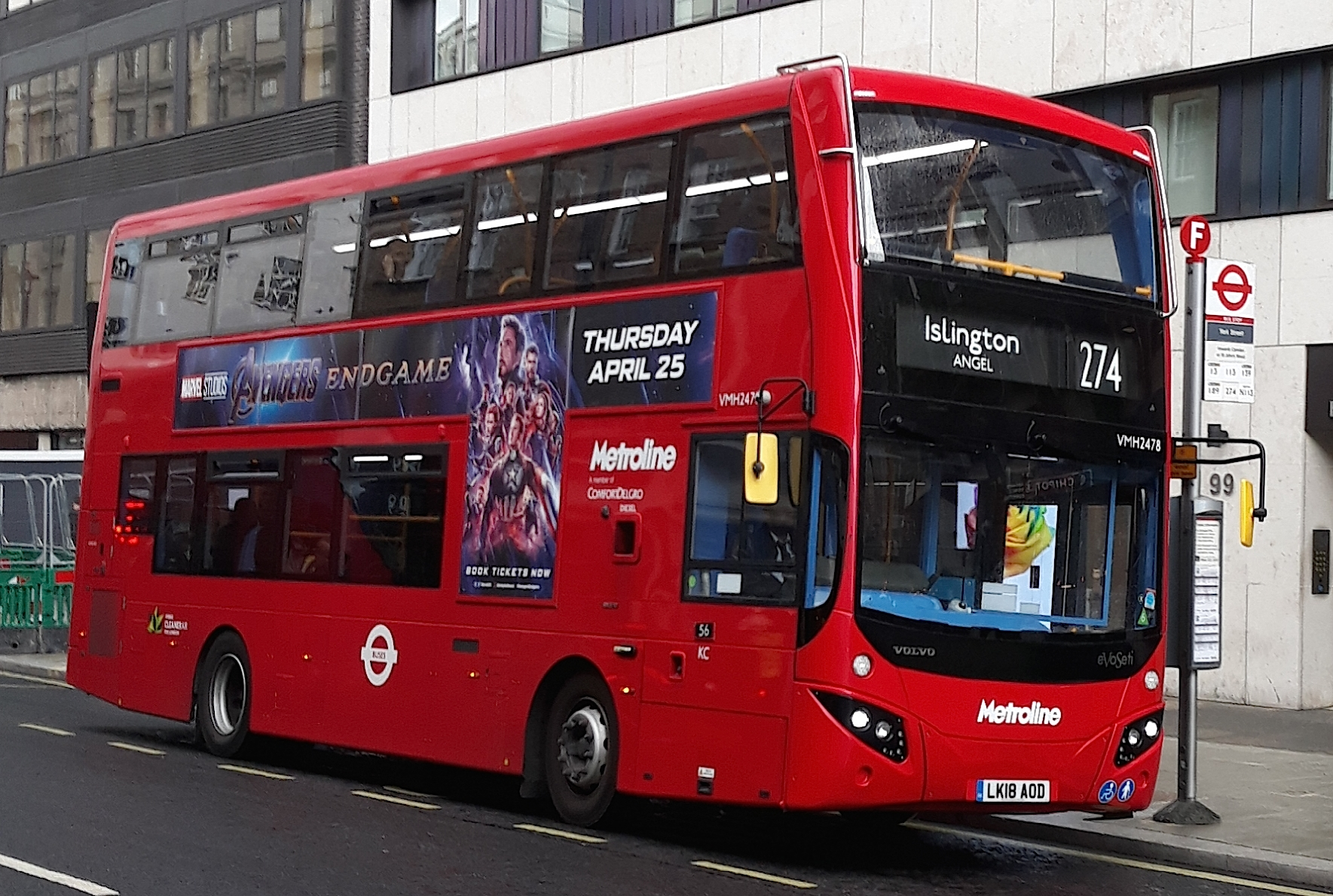
Un modello MCV EvoSeti in servizio a Londra
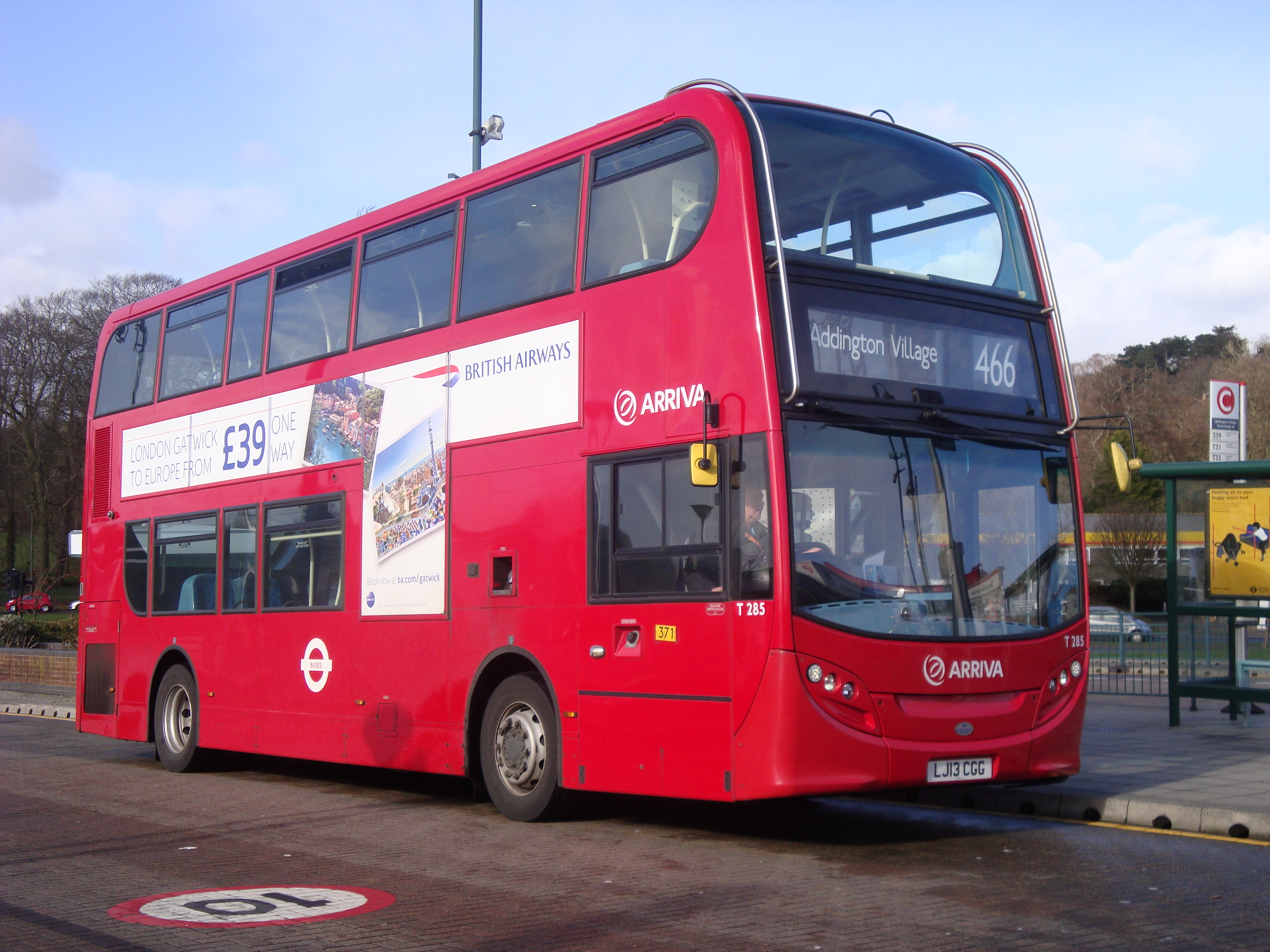
Un modello Alexander Dennis Enviro 400 in servizio a Londra
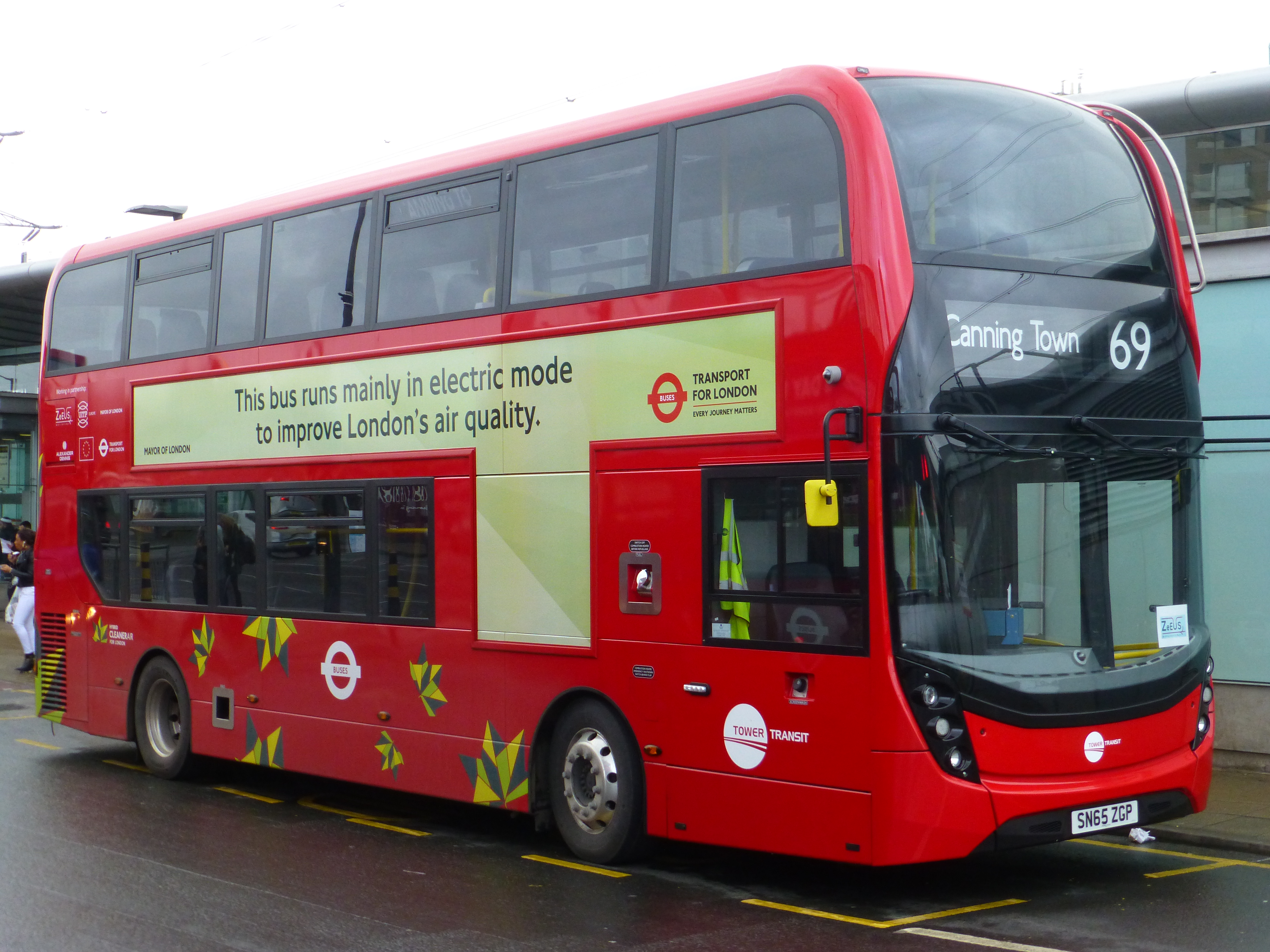
Un modello Alexander Dennis Enviro 400 Hybrid in servizio a Londra
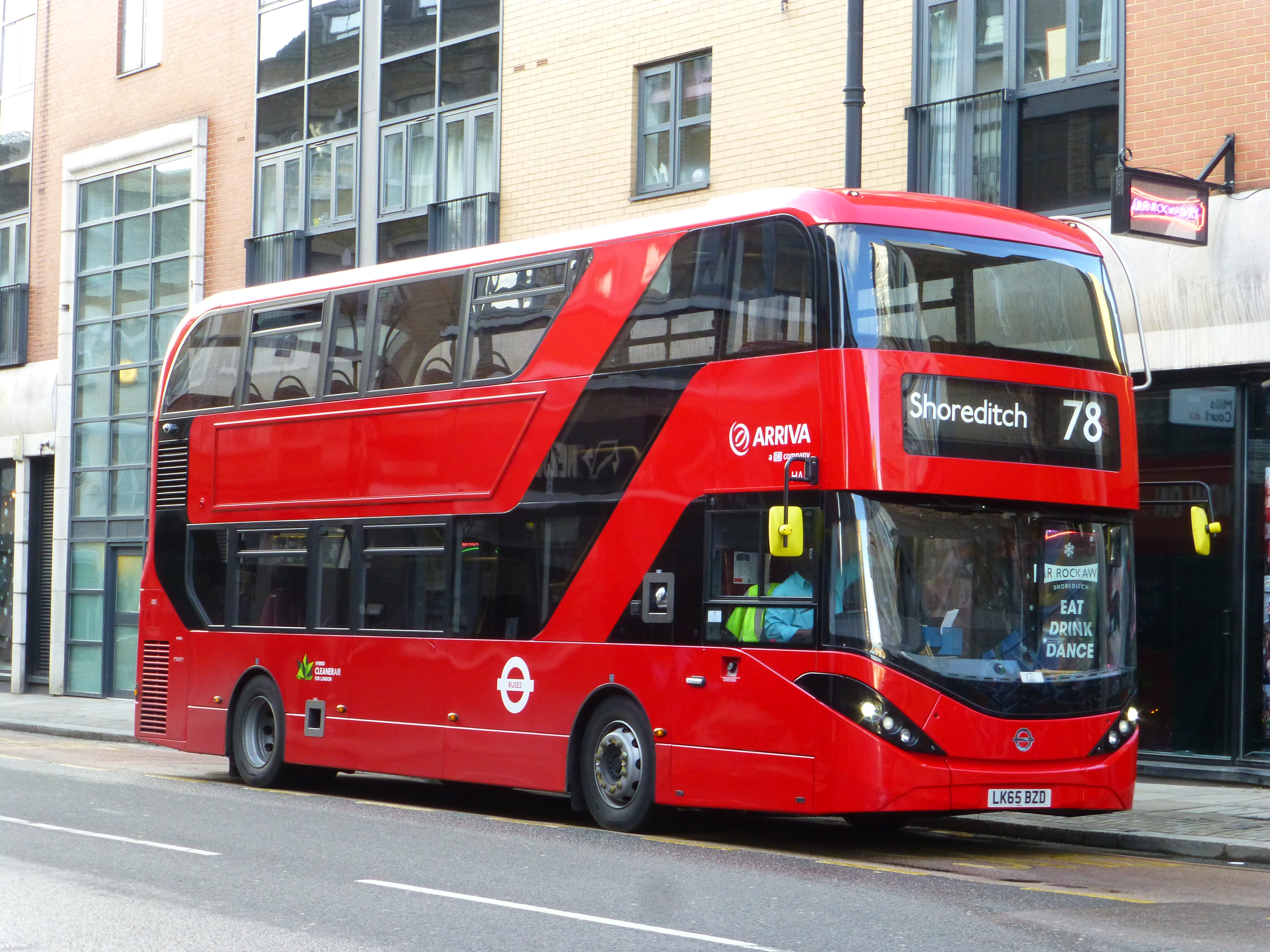
Un modello Alexander Dennis Enviro 400City con alimentazione a biogas in servizio a Londra

Tra i Paesi in cui questo tipo di autobus è storicamente impiegato per il trasporto pubblico urbano, vi è la Gran Bretagna e a Londra è decisamente una delle icone più rappresentative, nonché un mezzo largamente utilizzato; il celebre modello Routemaster introdotto nel 1956 è nell'immaginario collettivo il modello più conosciuto anche perché, con opportune modifiche, è stato regolarmente in funzione per circa cinquant'anni, fino al 2005.
Riconoscibili per la tipica livrea rossa, i circa 8.000 double-decker in circolazione a Londra sono regolarmente impiegati sulle oltre 700 linee urbane e suburbane, insieme a un minor numero di bus single-decker a un piano solo. 
Gli svariati modelli utilizzati sono in gran parte con alimentazione a gasolio ma dal 2018 sono stati introdotti anche molti mezzi più ecologici con alimentazione a biogas oppure ibrida benzina-elettrica; essi montano motori e telai Volvo, Scania, Daimler o MAN a seconda delle versioni e sono prodotti da tre aziende differenti: la Alexander Dennis, la MCV e la Wright. Essi sono principalmente l'Alexander Dennis ALX400 ed Enviro 400, l'MCV EvoSeti e i modelli Wright Eclipse, Gemini e Streetdeck; inoltre dal 2010 è in funzione anche il Wright New Routemaster, anch'esso ad alimentazione ibrida benzina-elettrica e disegnato dall'Heatherwick Studio, vincitore del concorso di idee indetto nel 2008 dall'allora sindaco di Londra Boris Johnson.
Gli storici modelli AEC Routemaster del 1956 ritirati dal servizio nel 2005 sono stati in parte venduti a collezionisti e quelli rimasti sono stati restaurati per costituire una piccola flotta che serve una linea turistica ma possono essere noleggiati anche per eventi privati.
Di conseguenza, l'utilizzo del double-decker si è diffuso anche nei territori britannici del Commonwealth ed è normalmente impiegato nel trasporto pubblico urbano nelle maggiori città dell'Australia, Nuova Zelanda, Canada, Giamaica e a Hong-Kong.

### Autobus urbani a due piani nel mondo
L'utilizzo di autobus a due piani nell'ambito del trasporto urbano è altresì diffuso in svariati Paesi del mondo, come: Scozia, Irlanda, Germania, Svezia, Portogallo, Macedonia, Egitto, Sudafrica, Stati Uniti, Giappone, India, Malaysia, Indonesia, Singapore e Cina.

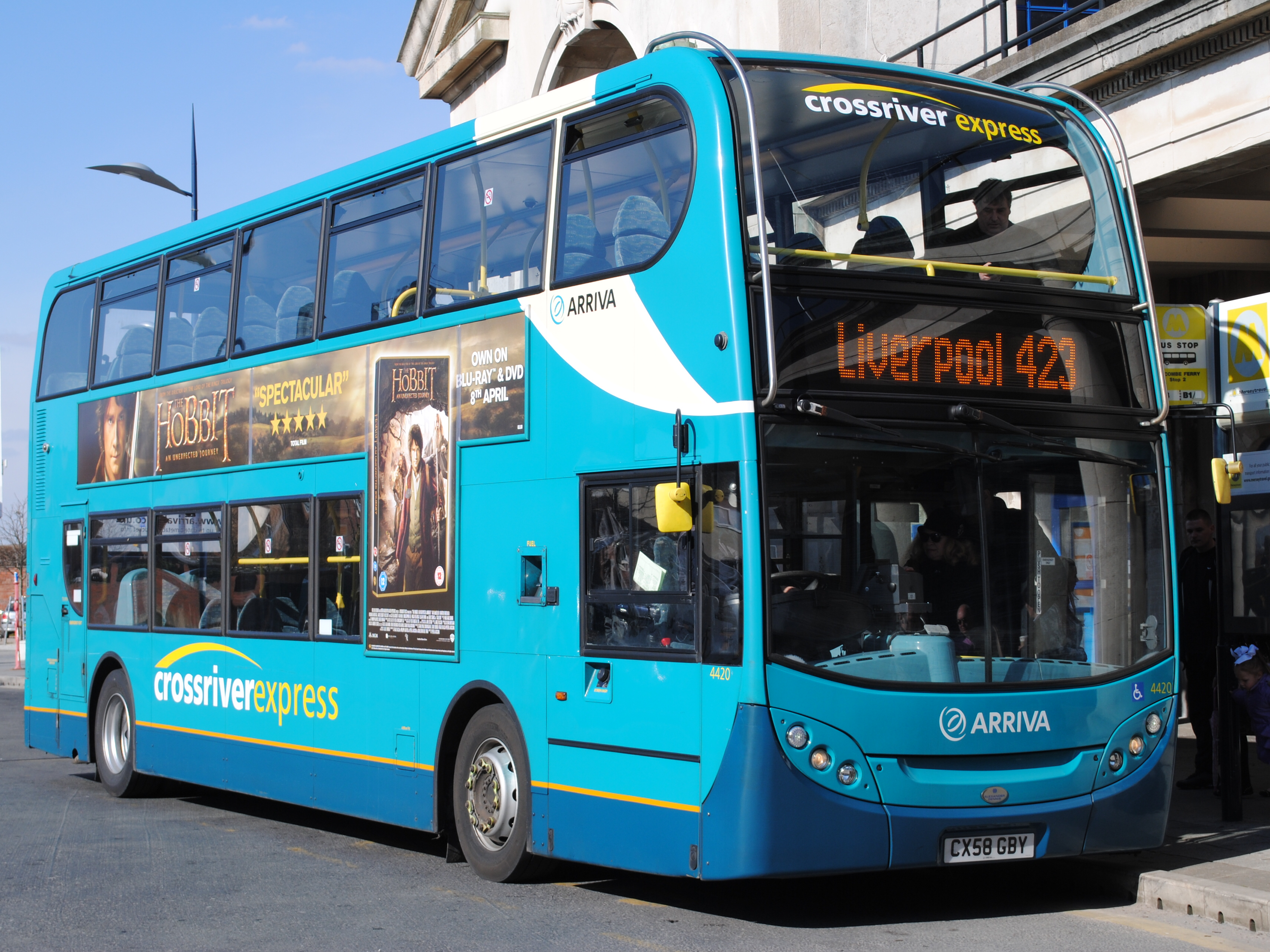
Un autobus urbano a due piani in servizio a Liverpool
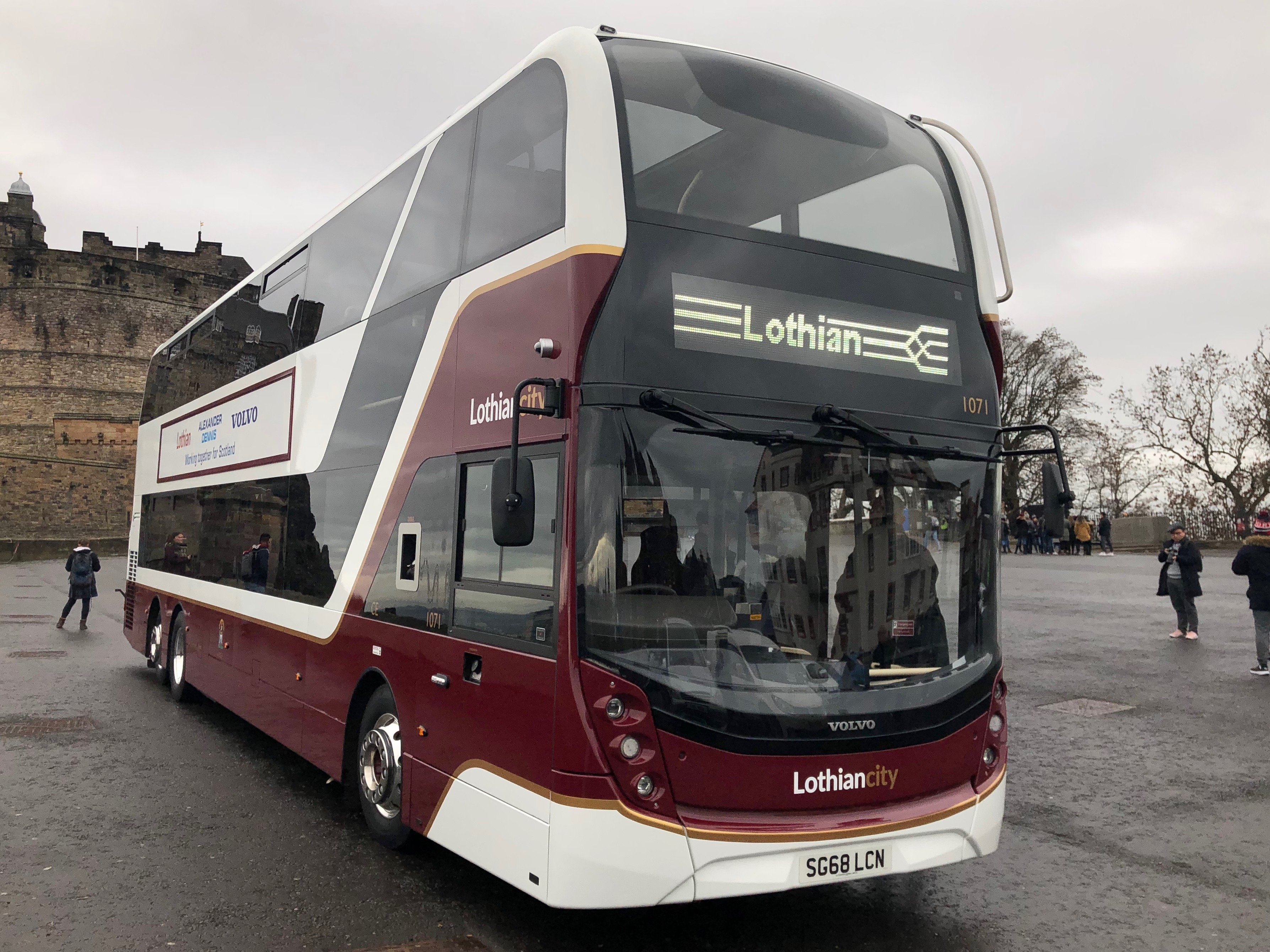
Un autobus urbano a due piani in servizio a Edimburgo
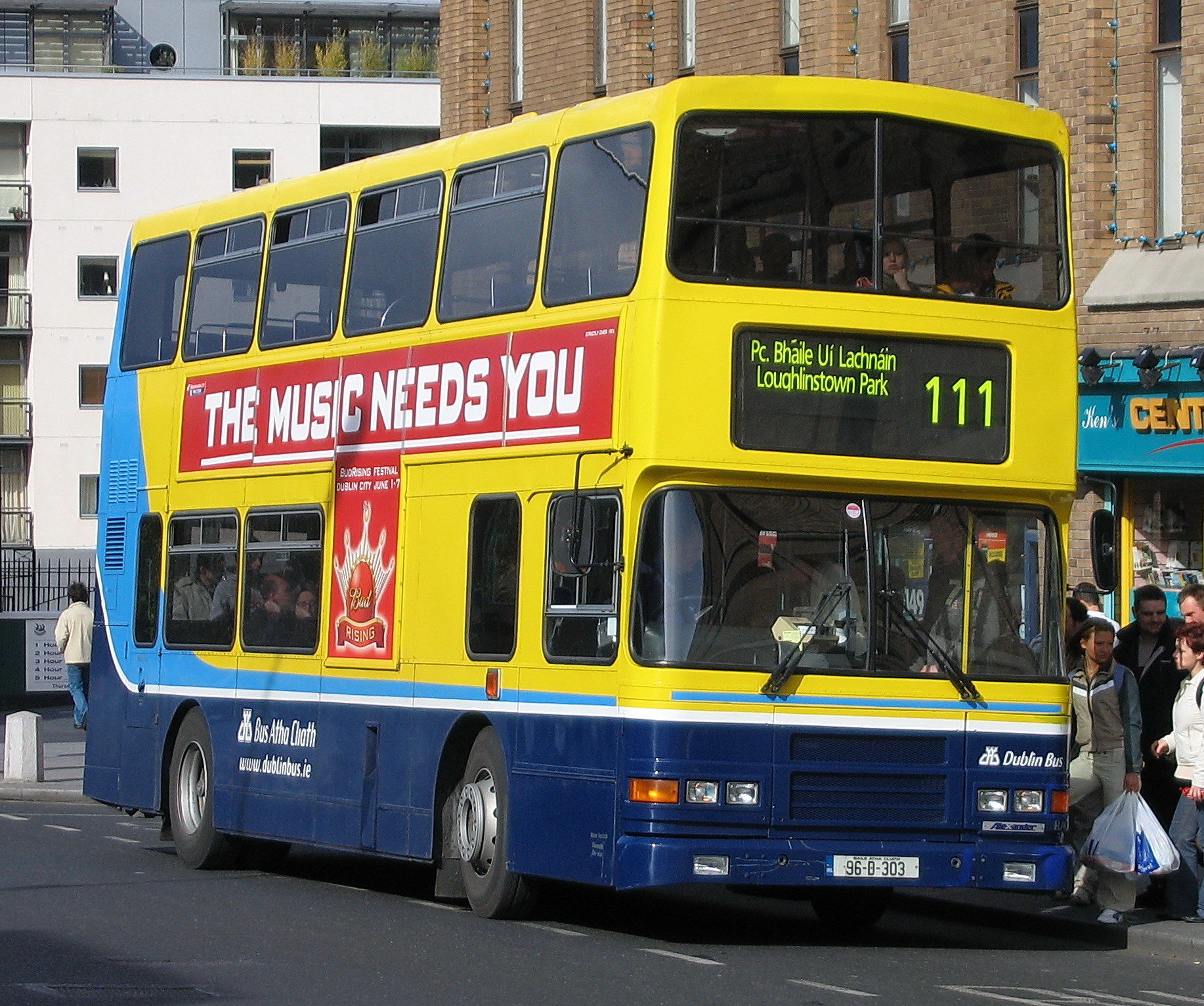
Un autobus urbano a due piani in servizio a Dublino
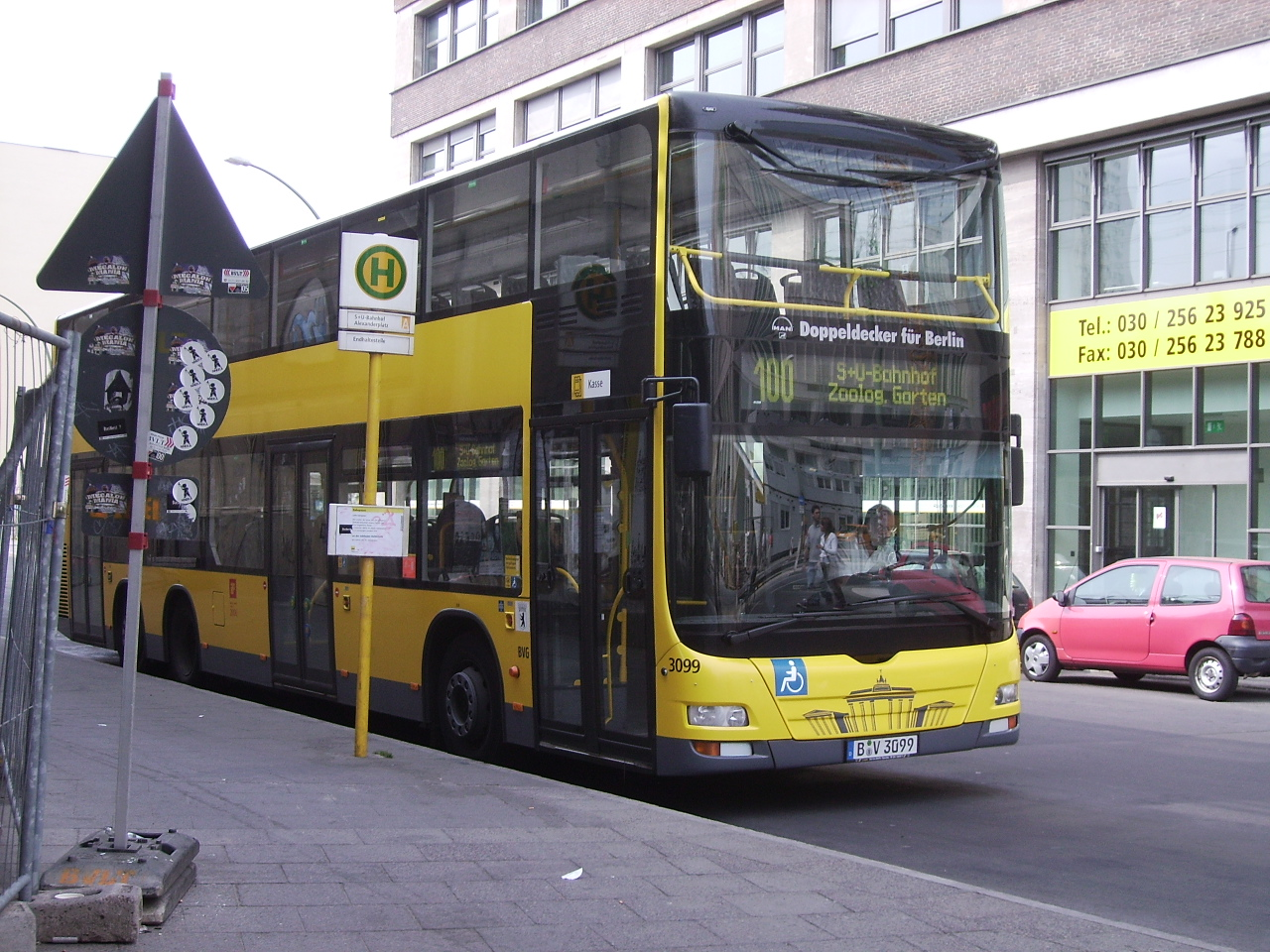
Un autobus urbano a due piani in servizio a Berlino
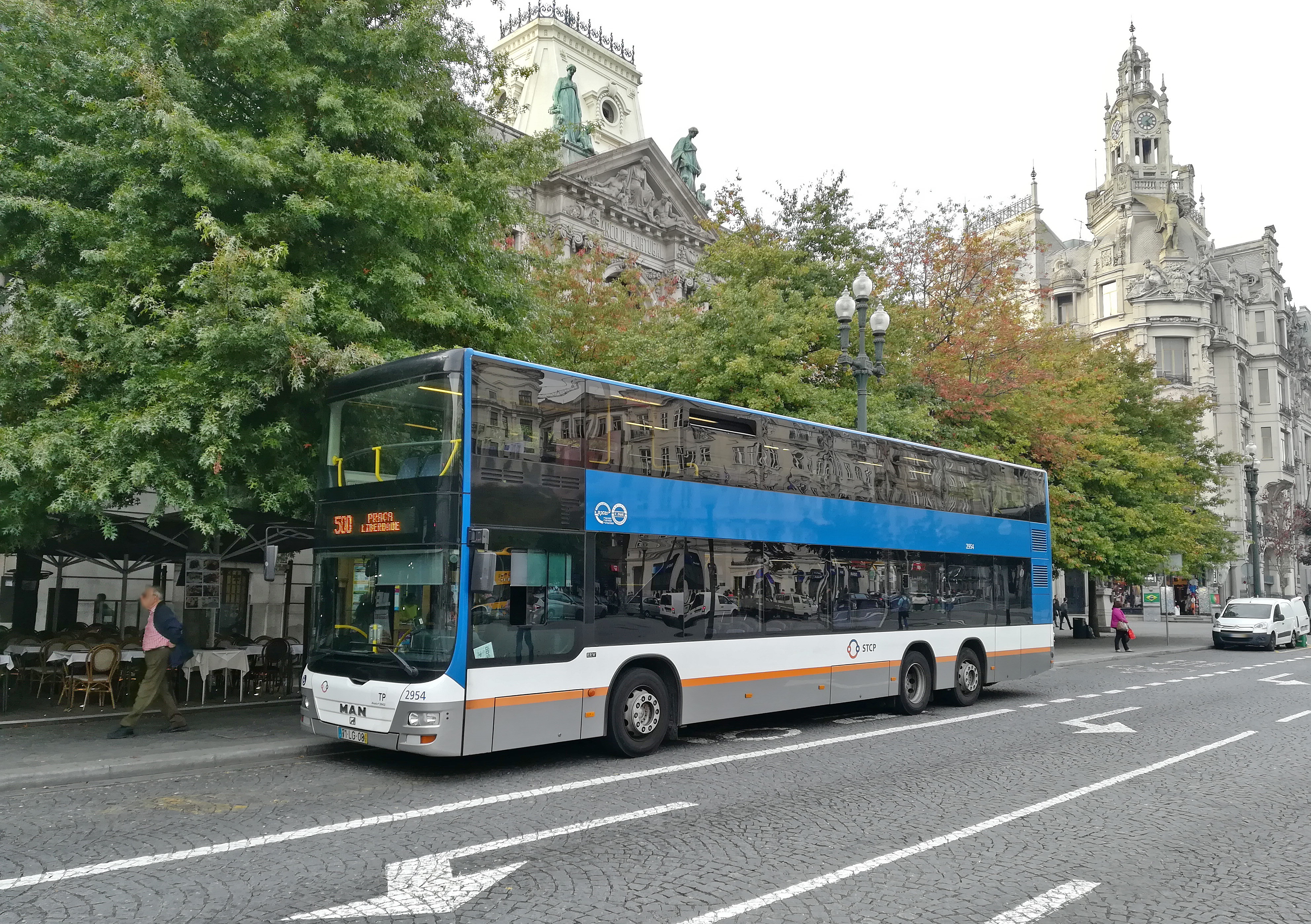
Un autobus urbano a due piani in servizio a Porto
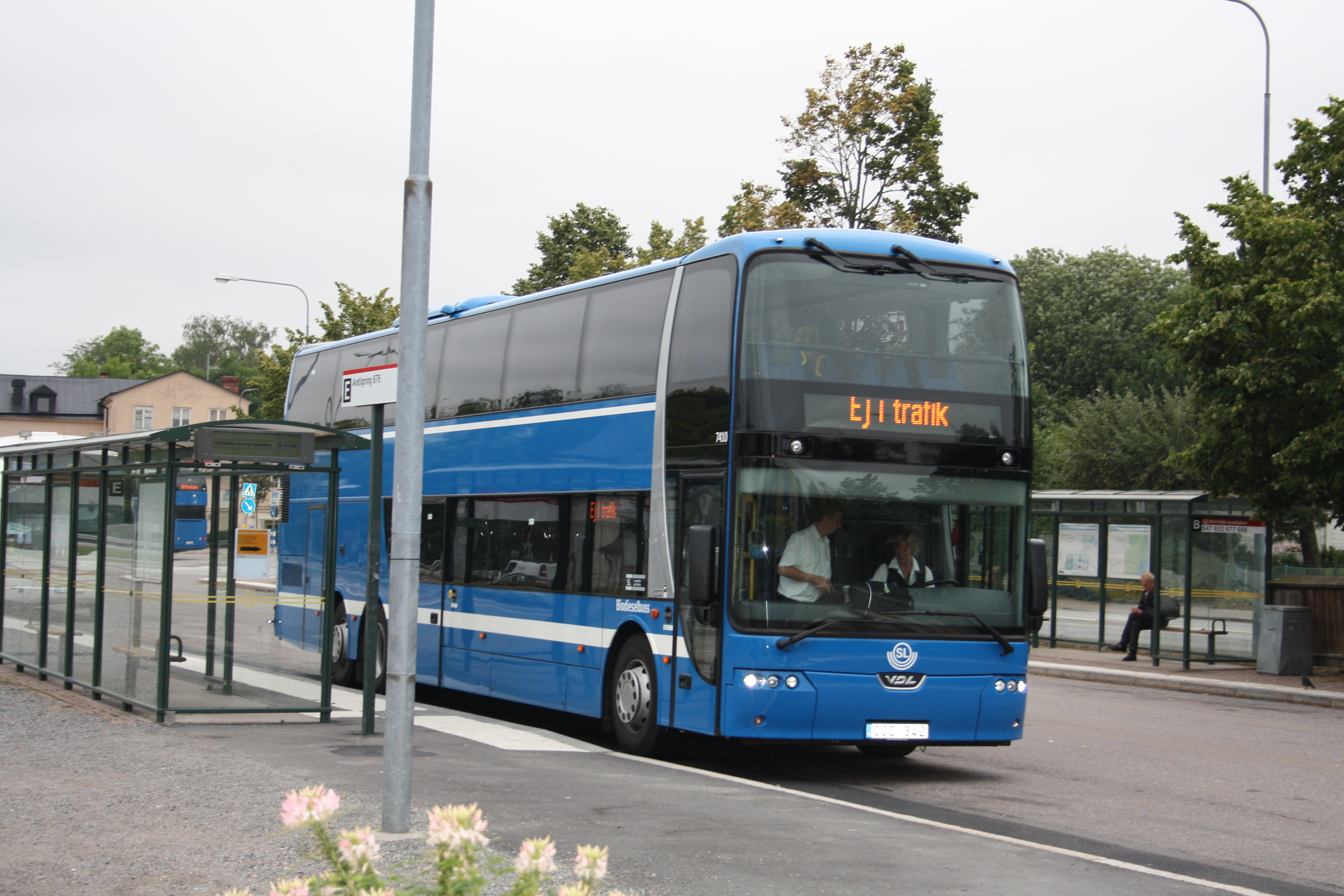
Un autobus urbano a due piani in servizio in Svezia
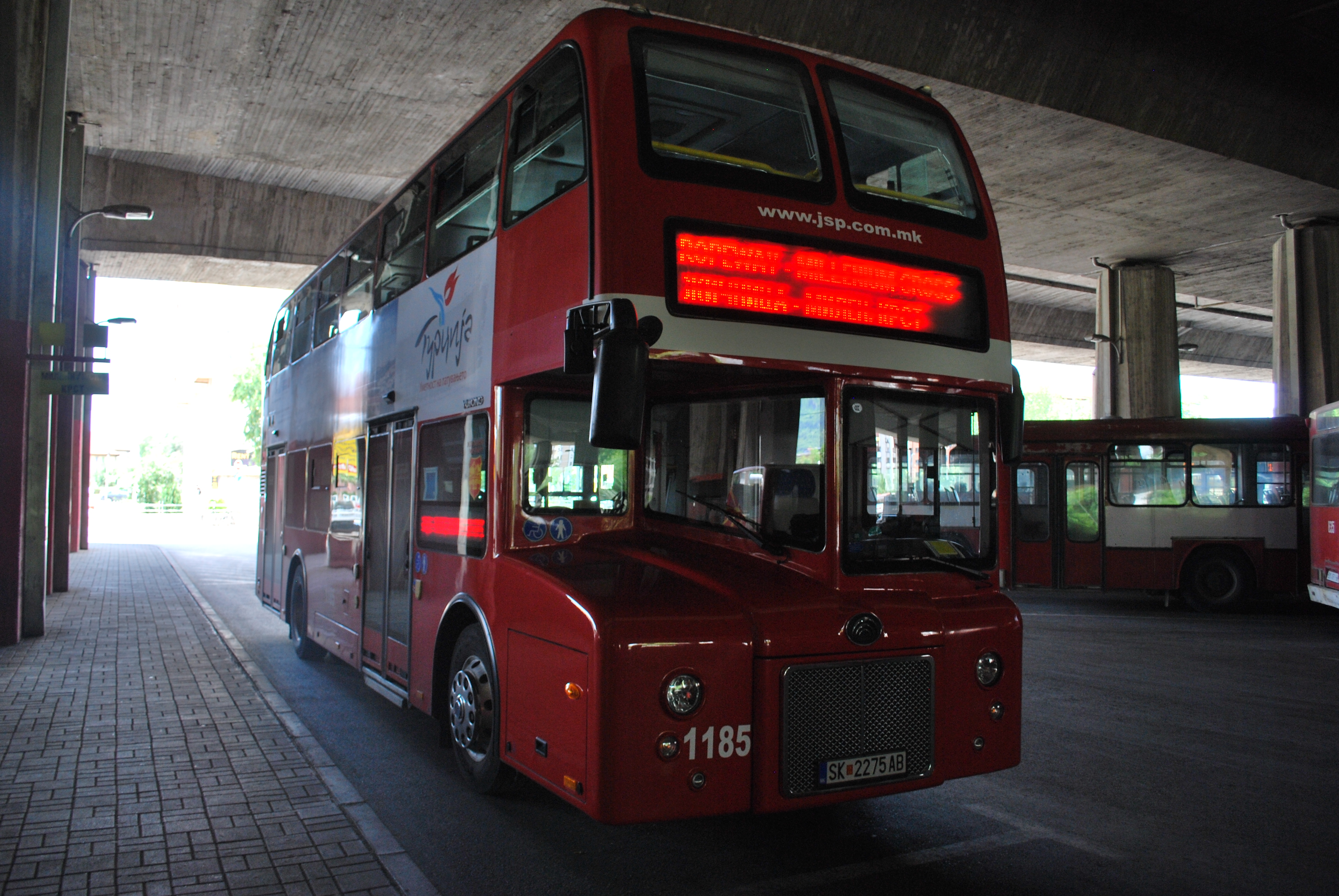
Un autobus urbano a due piani di produzione cinese in servizio a Skopje, del tutto simile al Routemaster
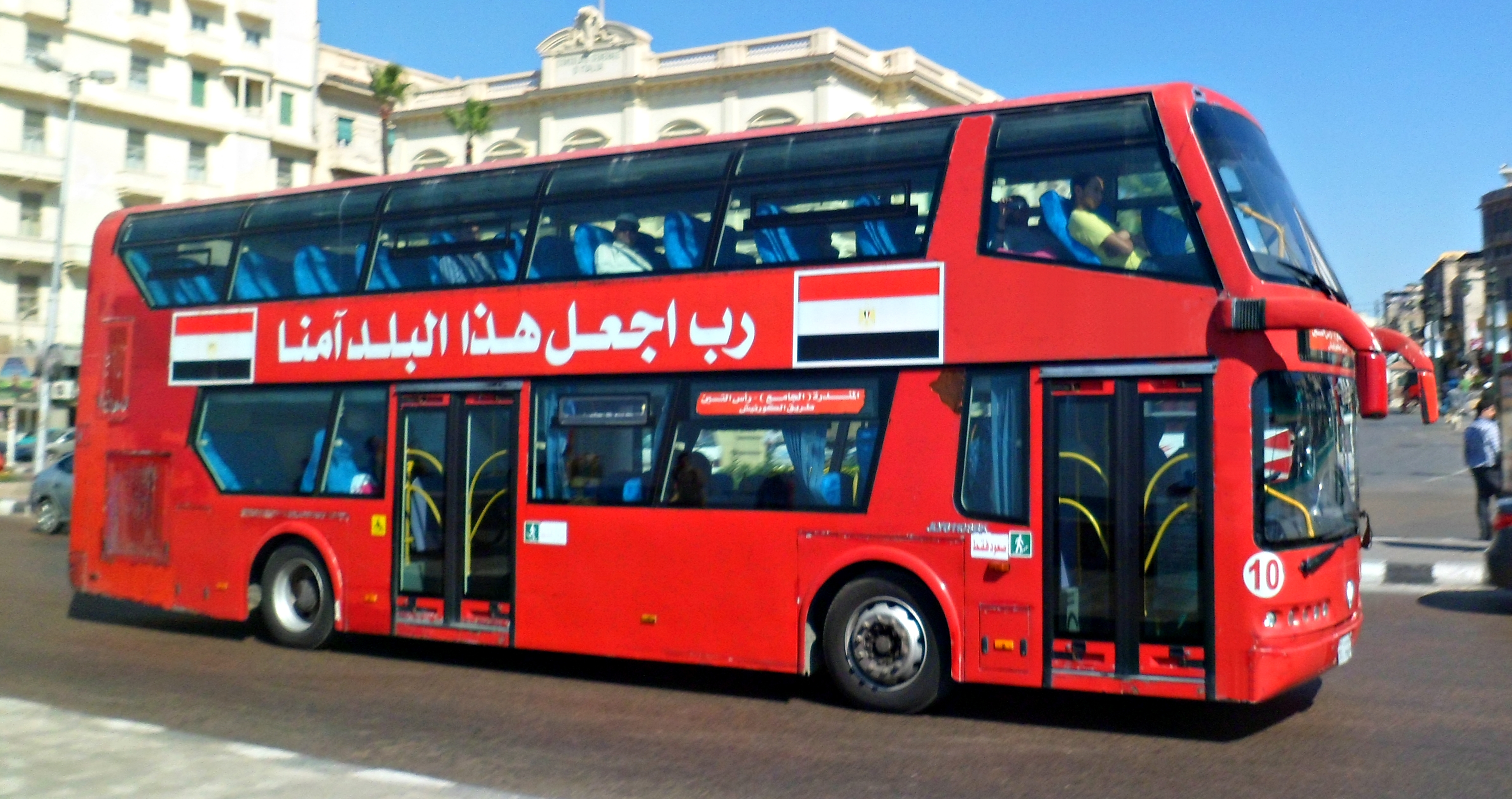
Un autobus urbano a due piani prodotto dalla MCV in servizio ad Alessandria d'Egitto
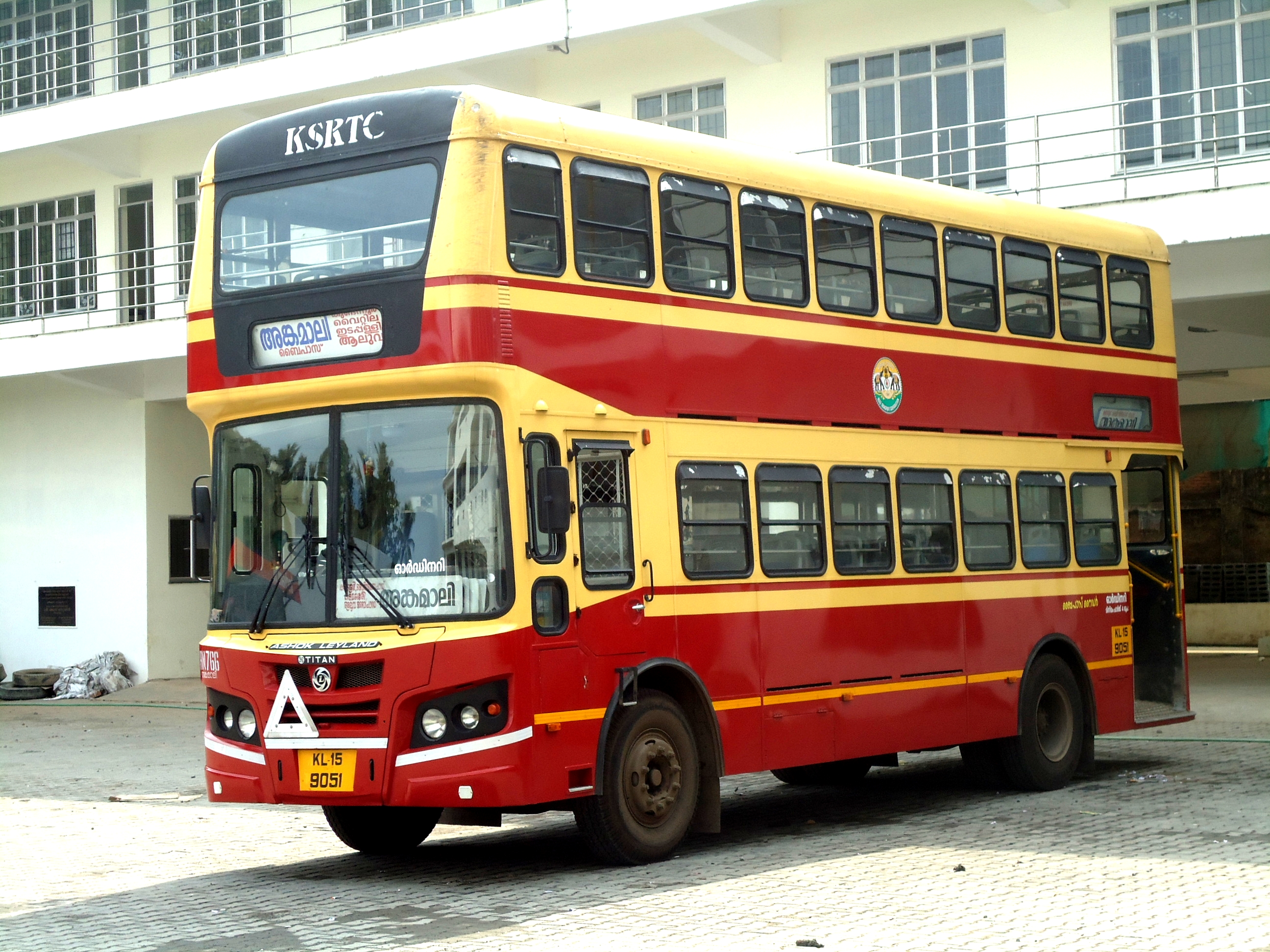
Un autobus urbano a due piani in servizio in India
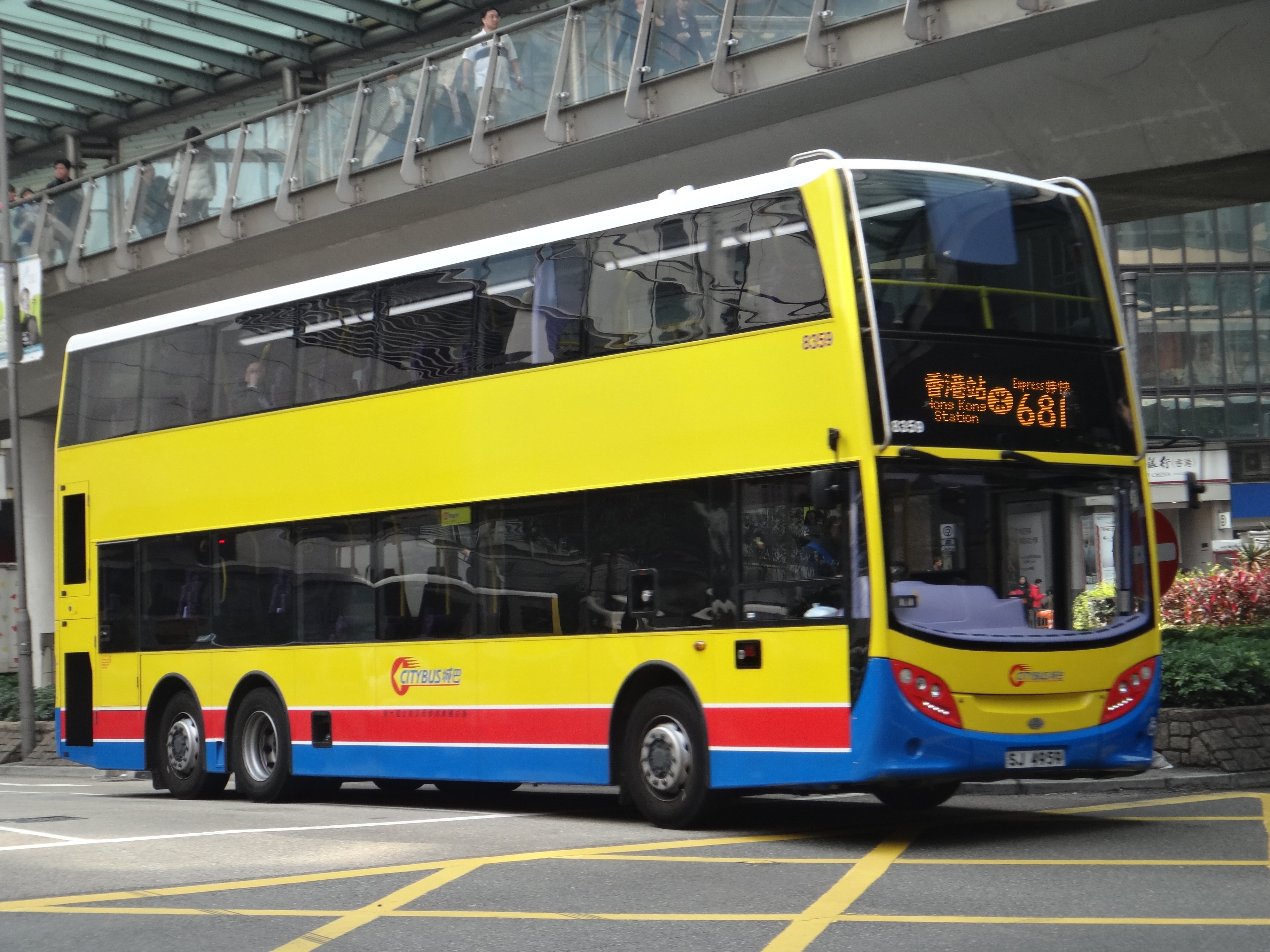
Un autobus urbano a due piani in servizio a Hong-Kong
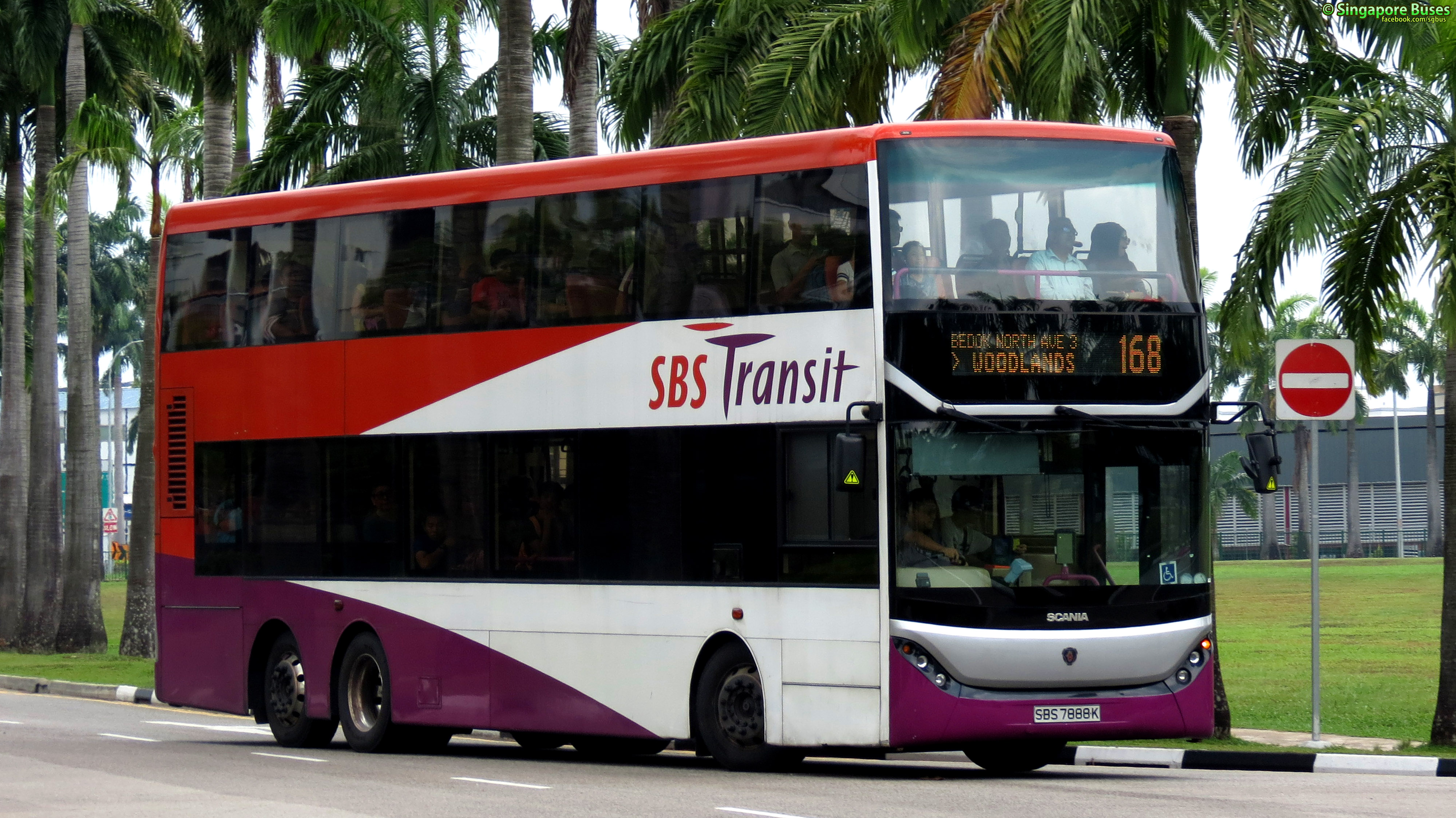
Un autobus urbano a due piani in servizio a Singapore
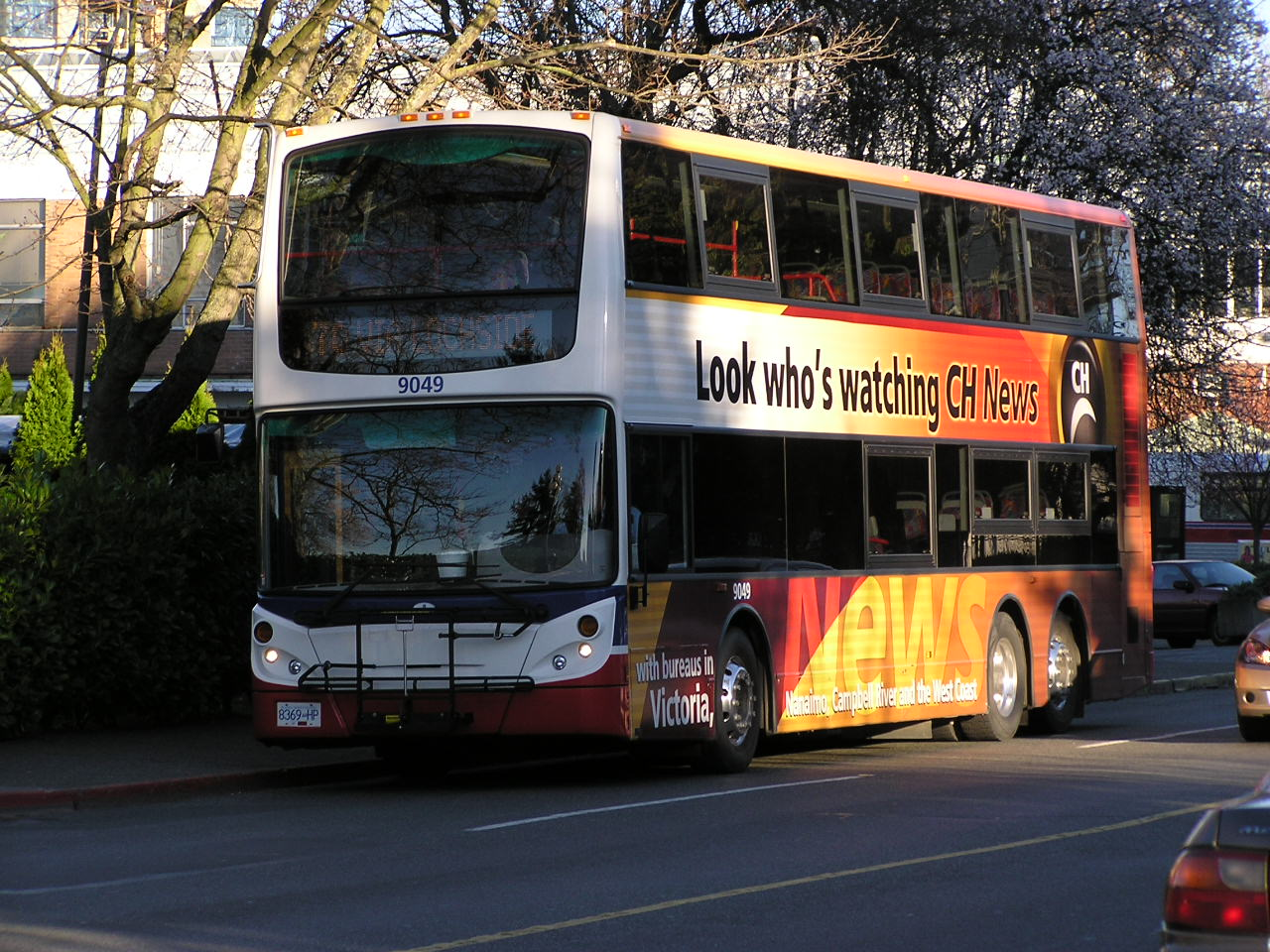
Un autobus urbano a due piani in servizio in Canada
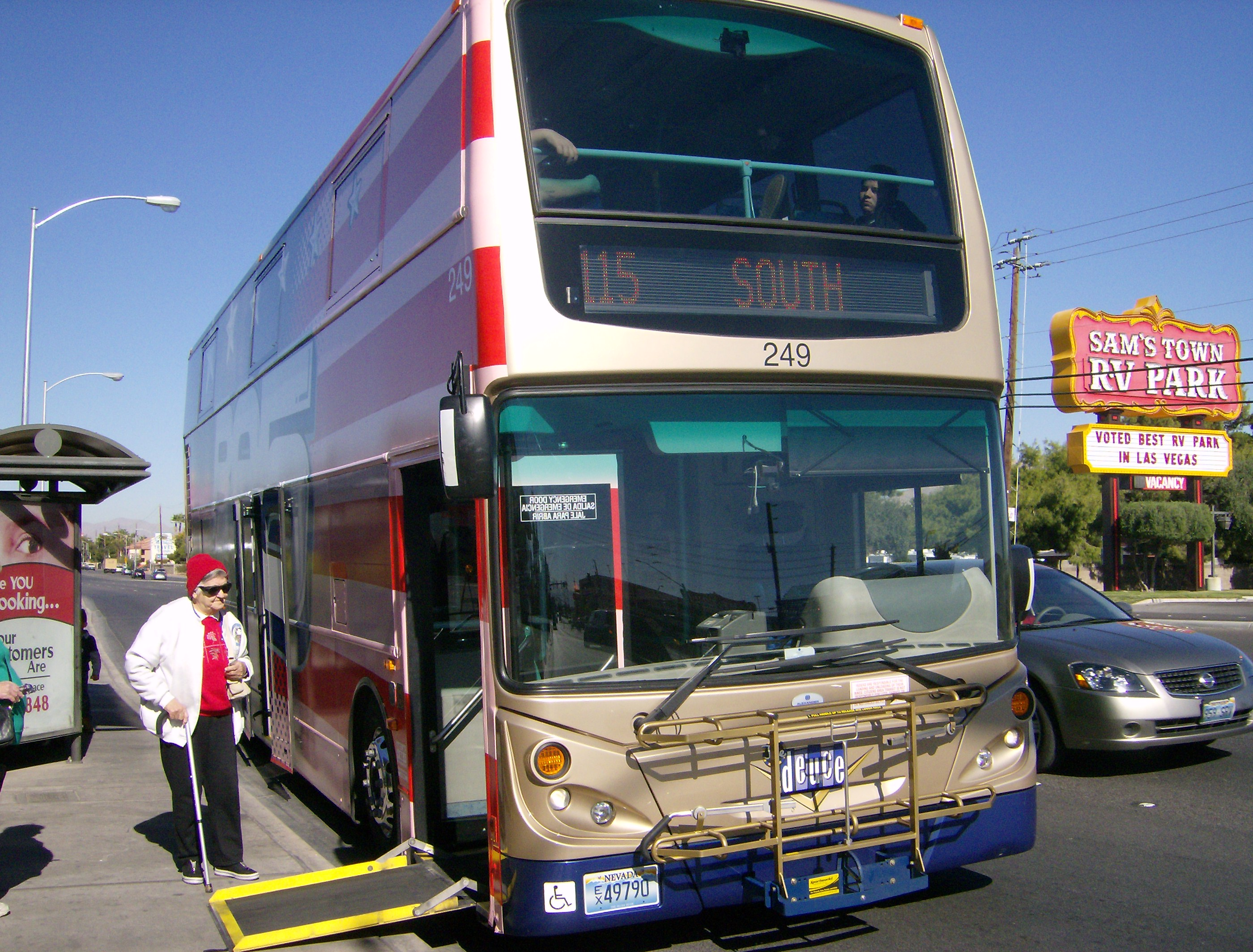
Un autobus urbano a due piani in servizio a Las Vegas
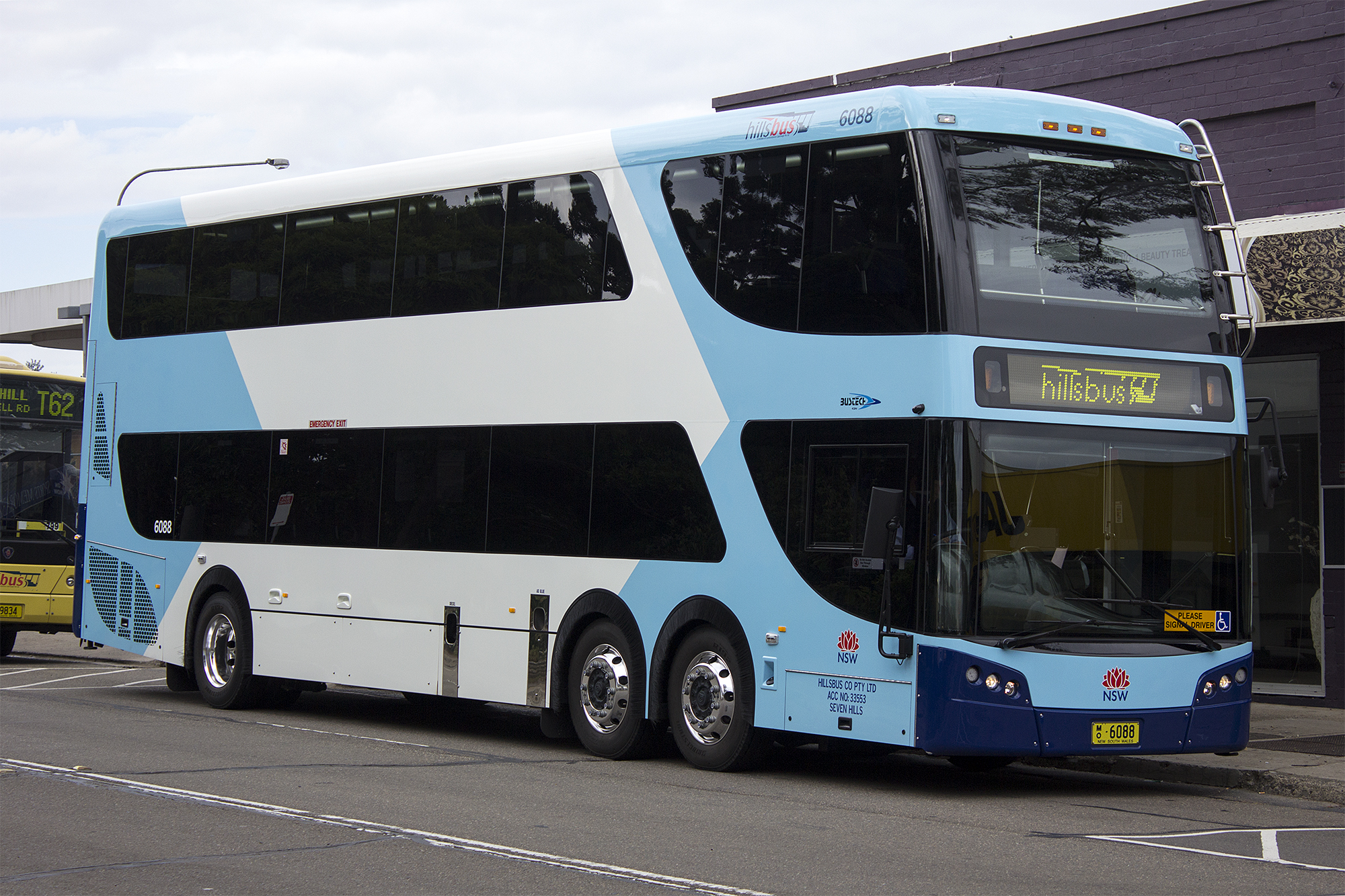
Un autobus urbano a due piani in servizio a Sydney

### Autobus urbani a due piani in Italia
Tralasciando una brevissima sperimentazione a Roma durante gli anni trenta del Novecento, l'impiego degli autobus a due piani per il trasporto pubblico urbano si diffuse ampiamente anche in Italia nel decennio compreso tra gli anni sessanta e settanta. 

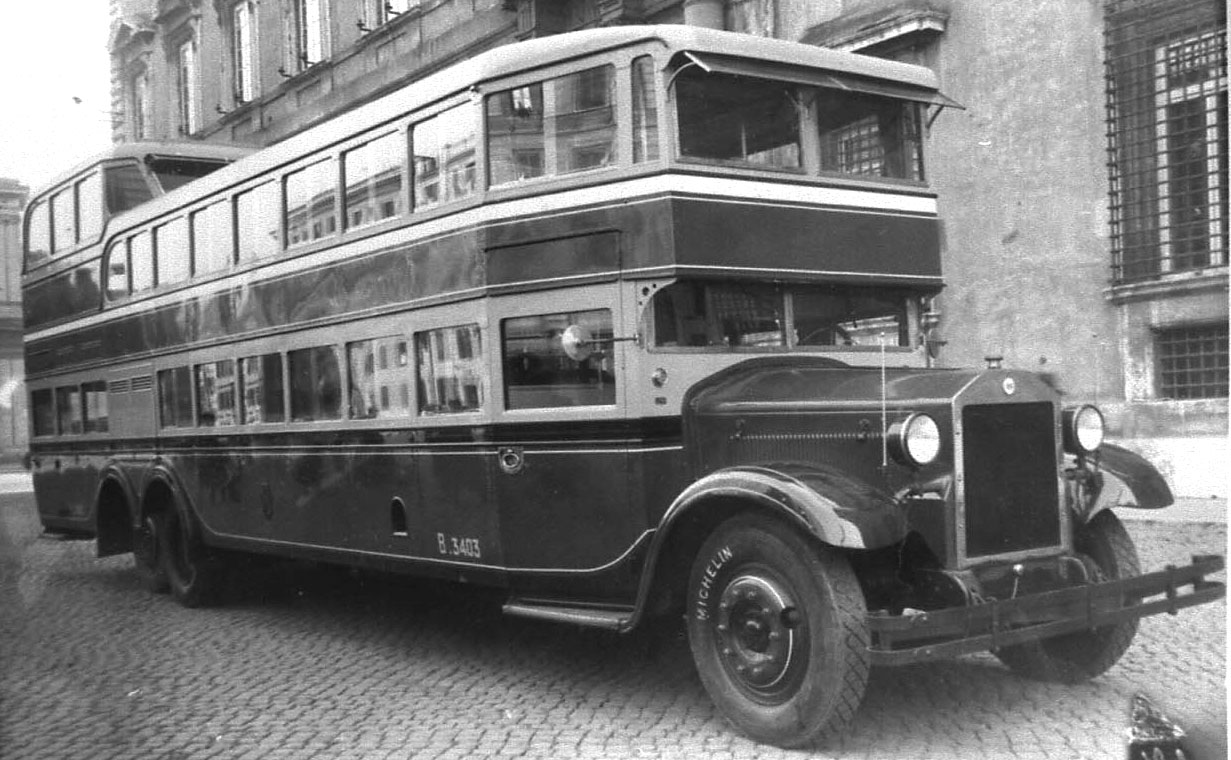
Un modello di autobus a due piani Lancia del 1932 in funzione a Roma, denominato "autoalveare"
Il modello Fiat 412 Aerfer diffuso nelle maggiori città italiane negli anni sessanta e settanta
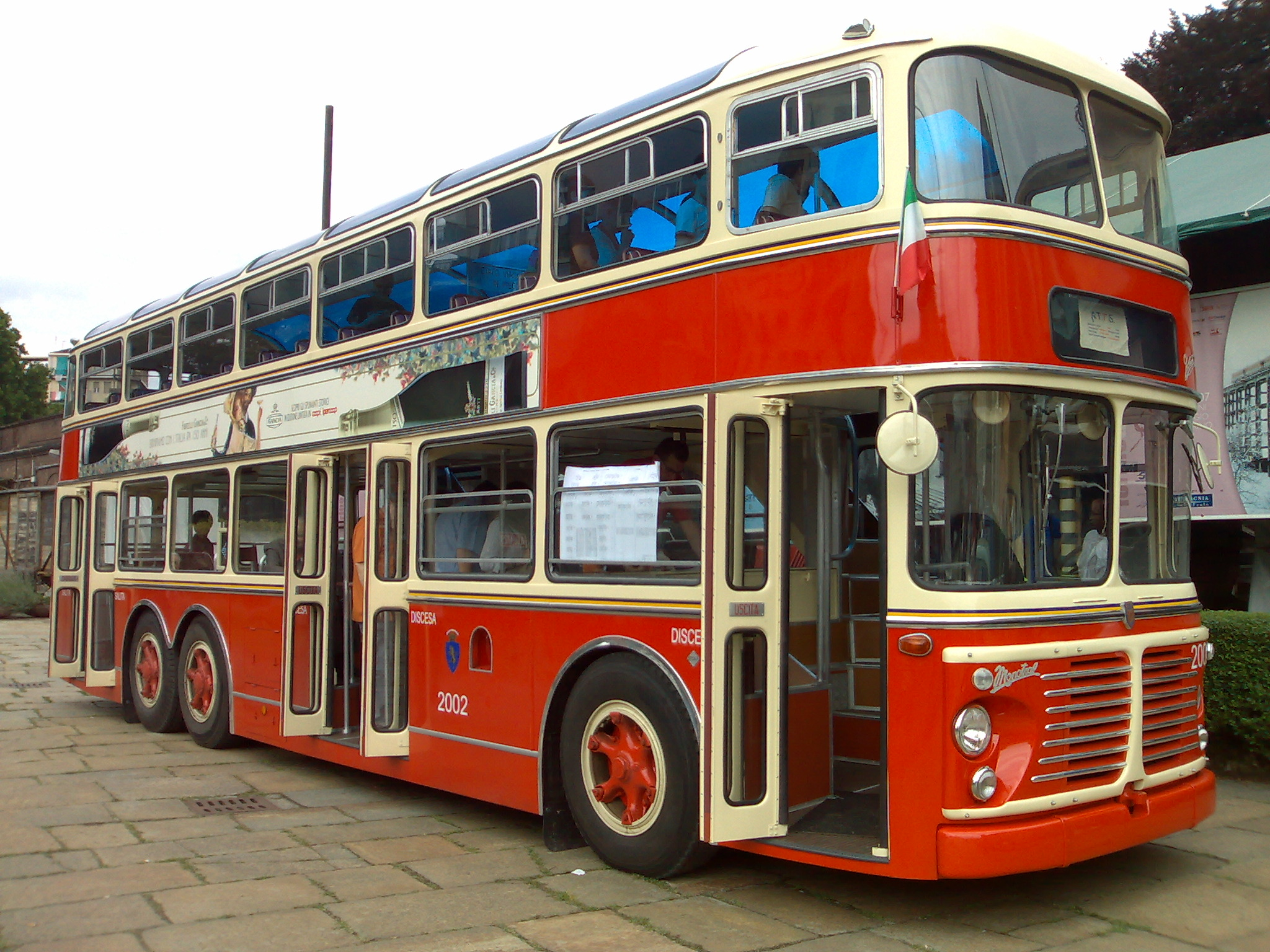
Un modello Fiat 413 Viberti Monotral CV61 che fu in funzione a Torino tra gli anni sessanta e settanta. Restaurato dalla ATTS, è l'unico esemplare storico di autobus a due piani funzionante in Italia.

Il suo utilizzo fu introdotto a Torino, Milano, Verona, Rimini, Bologna, Firenze, Roma, Napoli, Bari e Palermo; il modello più diffuso fu il Fiat 412 Aerfer, affiancato nel 1961 dal Fiat 413 Viberti Monotral CV61. 
A Roma il modello 412 fu impiegato per le linee 85, 88 e per la linea 64, che ancora oggi collega la Stazione Termini a San Pietro.
A Milano venne successivamente introdotto anche un modello prodotto dalla FIAT, che tuttavia non riscosse successo.
A Bari il modello 412 fu impiegato storicamente sulla linea 3 "Piazza Roma - Quartiere San Paolo", una direttrice che richiedeva mezzi capienti, visto che c'era da collegare un quartiere di Bari lontano 8 chilometri dal centro cittadino, abitato da 40 mila abitanti. Era sempre strapieno di gente, dopo poche fermate era gia' completo. Successivamente questi mezzi vennero usati su altre linee urbane dell'Amtab; i ragazzini dell'epoca guardavano con ammirazione la plancia di comando dell'autista, assomigliava molto ad un quadro comandi di un aereo. Infatti la casa produttrice era specializzata anche nella produzione di velivoli militari. Il sogno di ogni ragazzino era di salire al piano superiore e occupare il primo posto panoramico. Gli stessi bus furono utilizzati anche sulle linee Amtab numero 5 per San Girolamo-Fesca, durante i periodi estivi, e per il servizio speciale istituito ogni anno per la Fiera del Levante, in settembre. Per anni un bus 412 ha sostato in Piazza Moro (ex Piazza Roma), utilizzato come centro informazioni per l'iniziativa "Stop over in Bari".
L'utilizzo di questi automezzi terminò tra la fine degli anni settanta e l'inizio degli anni ottanta, quando i modelli in circolazione vennero gradualmente dismessi e sostituiti da nuovi autobus a un piano solo.

## Altri mezzi a due piani prodotti in Italia

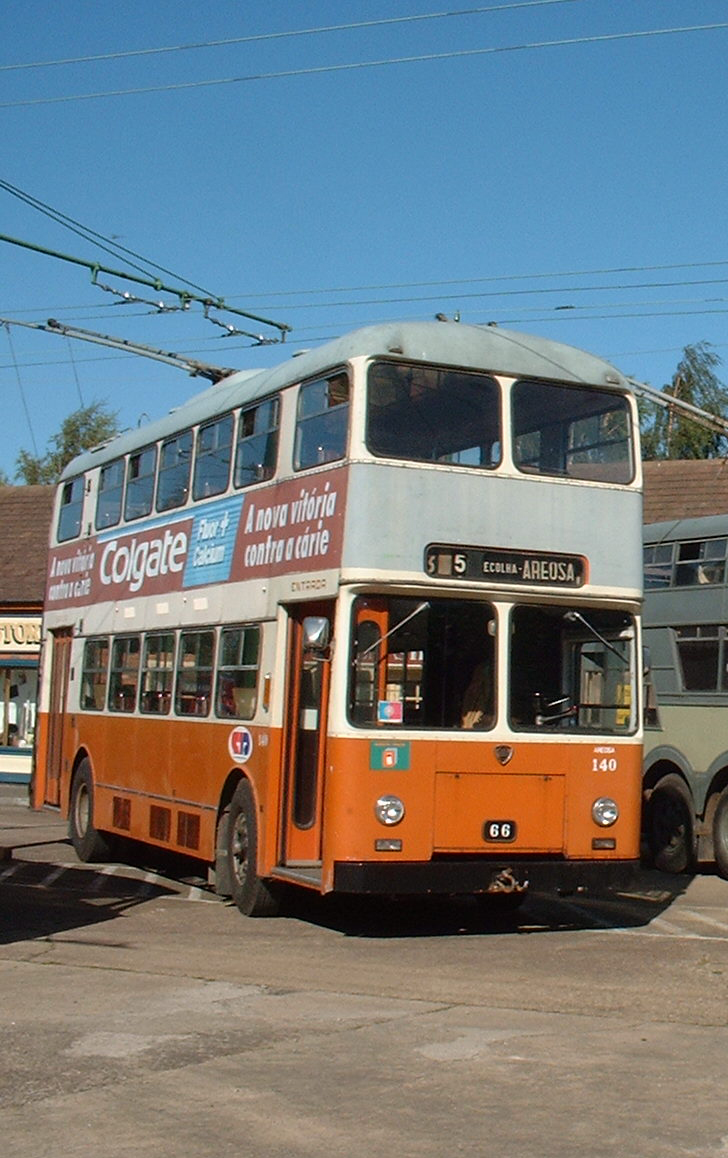
Un raro modello superstite di filobus urbano a due piani Lancia Dalfa, utilizzato in Portogallo a Porto (matricola 140 della STCP) dagli anni sessanta fino alla metà anni novanta e oggi conservato nel museo filoviario di Sandtoft (GB).
Un rarissimo caso di tram urbano a due piani, modello MRS e matricola 2P.1 in forza all'ATAC di Roma, per le sue dimensioni autorizzato a circolare solo sulla linea 7/ (Piazzale di Porta Pia - Monte Sacro) e pertanto ben presto trasformato ad un piano solo (matricola n. 2265).